# Pays du Perche Sarthois
 (août 2025).
Motif : Aucune source secondaire, notoriété locale
- Archive Wikiwix
- Bing
- Cairn
- DuckDuckGo
- E. Universalis
- Gallica
- Google
- G. Books
- G. News
- G. Scholar
- Persée
- Qwant
- (zh) Baidu
- (ru) Yandex
- (wd) trouver des œuvres sur Wikidata

| 1. | Préciser le motif de la pose du bandeau. | Précisez le motif de la pose du bandeau en utilisant la syntaxe suivante : {{admissibilité à vérifier\|date=août 2025\|motif=remplacez ce texte par le motif}}                               |
| 2. | Informer les utilisateurs concernés.     | Pensez à avertir le créateur de l'article, par exemple, en insérant le code ci-dessous sur sa page de discussion : {{subst:avertissement admissibilité à vérifier\|Pays du Perche Sarthois}} |

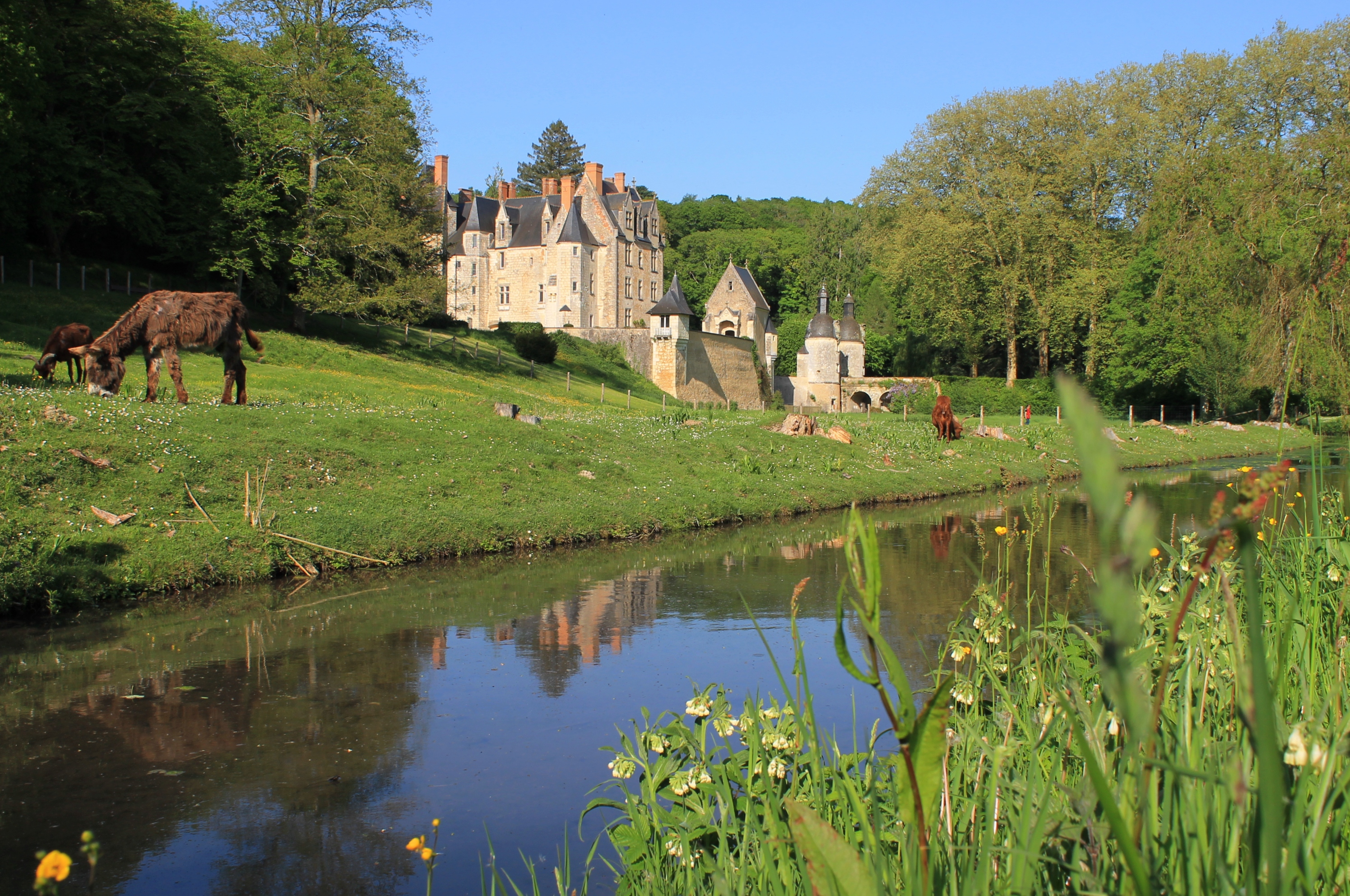
Le château de Courtanvaux à Bessé-sur-Braye.

Le pays du Perche sarthois est une structure de regroupement de collectivités locales françaises située dans le département de la Sarthe en région Pays de la Loire.
Le pays du Perche sarthois se situe dans le quart nord-est du département. Il englobe la partie sarthoise des vallées de l'Huisne et de la Braye, et comprend notamment les petites villes de La Ferté-Bernard et Saint-Calais. Il fait partie de la région naturelle du Perche, qui s'étend sur d'autres départements (l'Orne, l'Eure-et-Loir et le Loir-et-Cher). 

## Territoire

### Géographie
Le pays représente l'extrémité nord-est de la région Pays de la Loire, au contact avec les régions Normandie et Centre-Val de Loire. Il englobe le quart nord-est du département de la Sarthe, depuis les collines du Perche et le plateau calaisien jusqu'à la périphérie de l'agglomération du Mans; la partie sarthoise de la région naturelle du Perche.
|              | PETR du Pays du Perche ornais | PETR du Perche et Pays dunois |
| Pays du Mans | pays du Perche sarthois       | Pays vendômois                |
|              | PETR Pays vallée du Loir      |                               |

Il se situe sur la partie ouest de la région naturelle du Perche.
Le pays a une superficie de 1 452,75 km2 et une population de 81 926 habitants ce qui en fait une région à dominante rurale avec 56 habitants au kilomètre carré. Le pays du Perche sarthois est situé à un endroit géographique stratégique puisqu'à la confluence des bassins manceau et parisien. Les deux axes principaux desservant cet espace sont la départementale 323 et l'autoroute A11, reliant toutes deux Le Mans à Paris. Les principales villes du territoire sont La Ferté-Bernard, Bonnétable, Saint-Calais, Savigné-l'Evêque, Vibraye, Montfort-le-Gesnois, Connerré et Bouloire.

### Tourisme
Le pays du Perche sarthois est labellisé Pays d'art et d'histoire depuis 1998,,.

#### Principaux sites patrimoniaux
- Le centre ancien de La Ferté-Bernard avec l'église Notre-Dame-des-Marais, les halles Denis Béalet, la porte Saint-Julien, la chapelle Saint-Lyphard, les maisons à pans de bois,
- La petite cité de caractère de Montmirail et son château,
- La petite cité de caractère de Saint-Calais avec les quais de l'Anille, le centre de ressources (musée, fonds ancien), l'église Notre-Dame de Saint-Calais,
- Le château de Courtanvaux à Bessé-sur-Braye,
- Le manoir de Bois-Doublet à Saint-Célerin,
- L'abbaye Notre-Dame et le centre d'interprétation de l'architecture et du patrimoine (dans l'ancienne gare) à Tuffé Val de la Chéronne,
- Le site néolithique à Gréez-sur-Roc.

#### Principaux sites touristiques
- Le Domaine zoologique de Pescheray et son château au Breil-sur-Mérize,
- Le train touristique de la Sarthe géré par l'association La Transvap,
- Le muséotrain de Semur-en-Vallon,
- Le musée de musique mécanique à Dollon.

Le pays du Perche sarthois, ce sont aussi des artisans d'art, des producteurs locaux (foie gras, cidre, glace, viande, miel, légumes, fromages, safran...), des circuits de randonnée à travers les chemins creux, des bases de loisirs, des promenades en canoë sur l'Huisne etc.

### Galerie

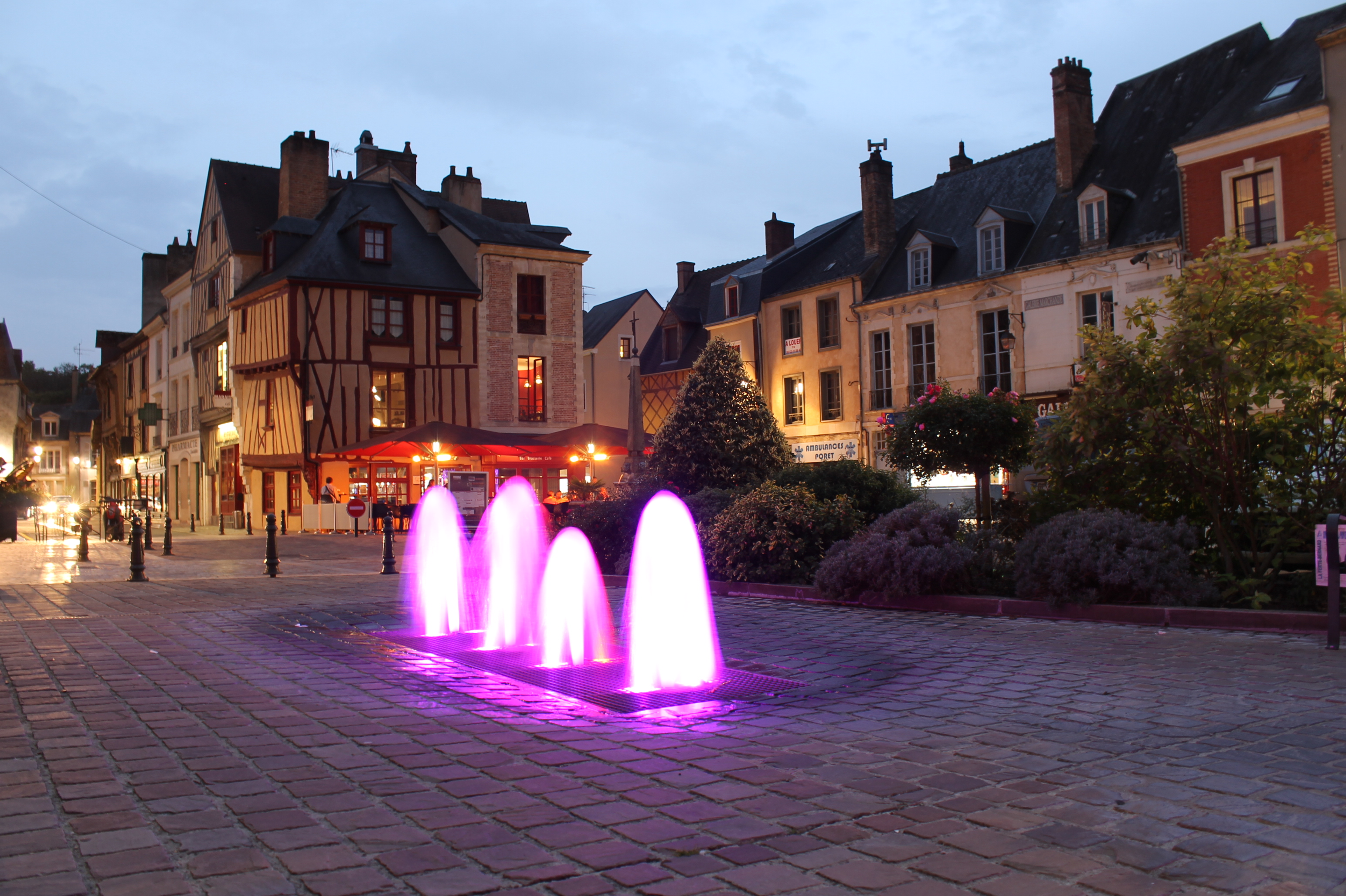
Le centre ancien de La Ferté-Bernard
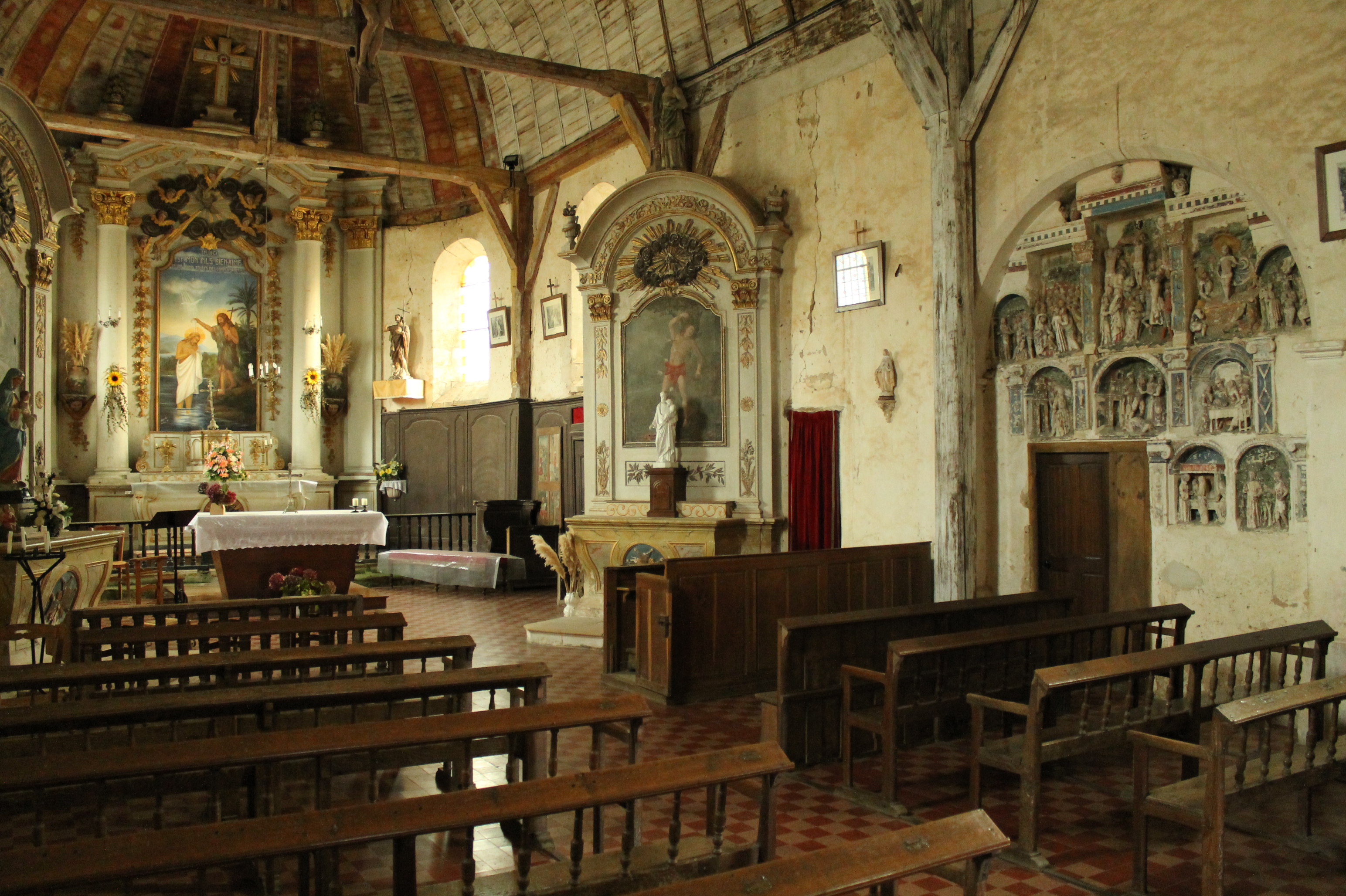
L'église de Saint-Jean-des-Echelles
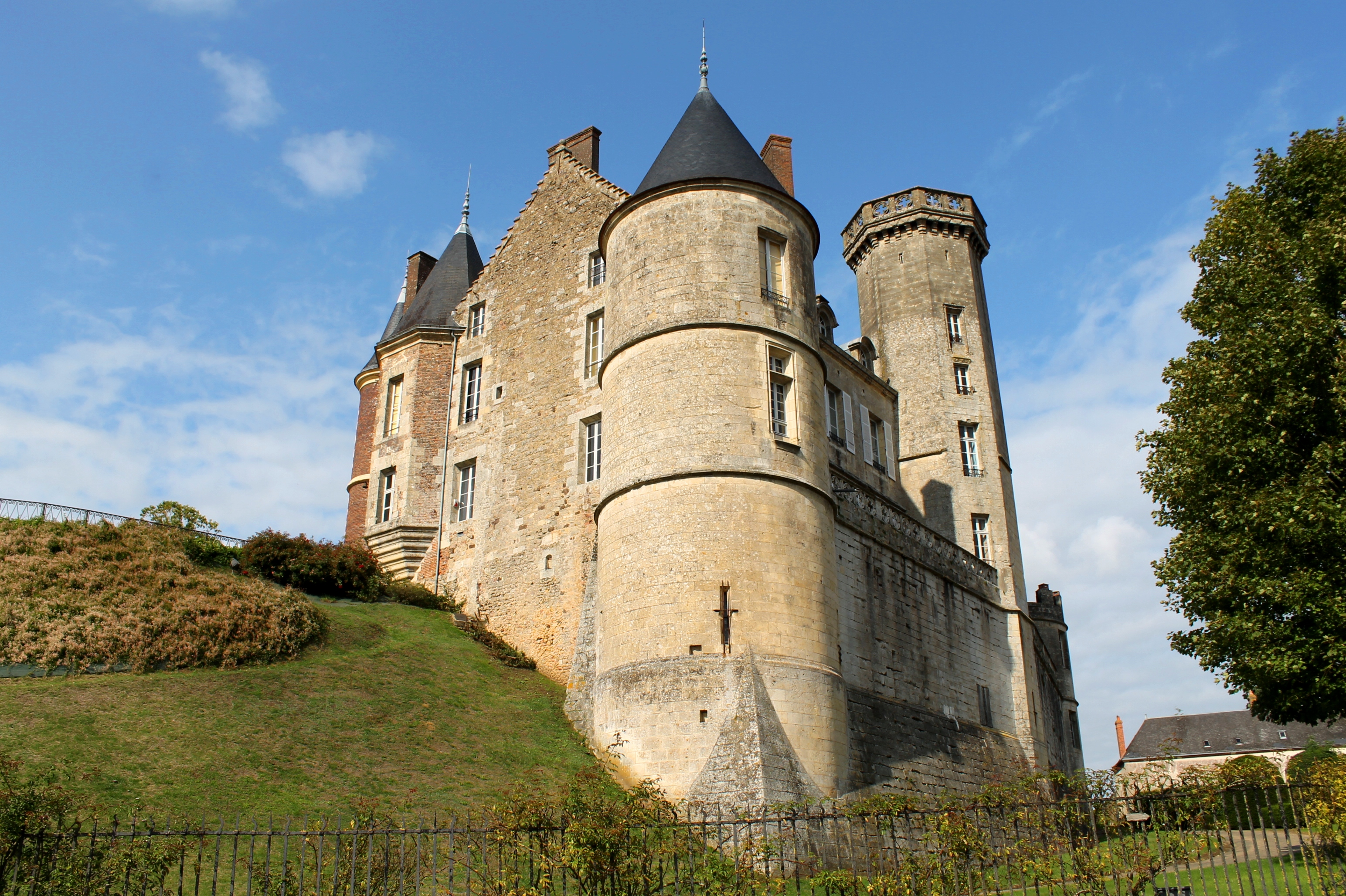
Le château de Montmirail, Petite Cité de Caractère
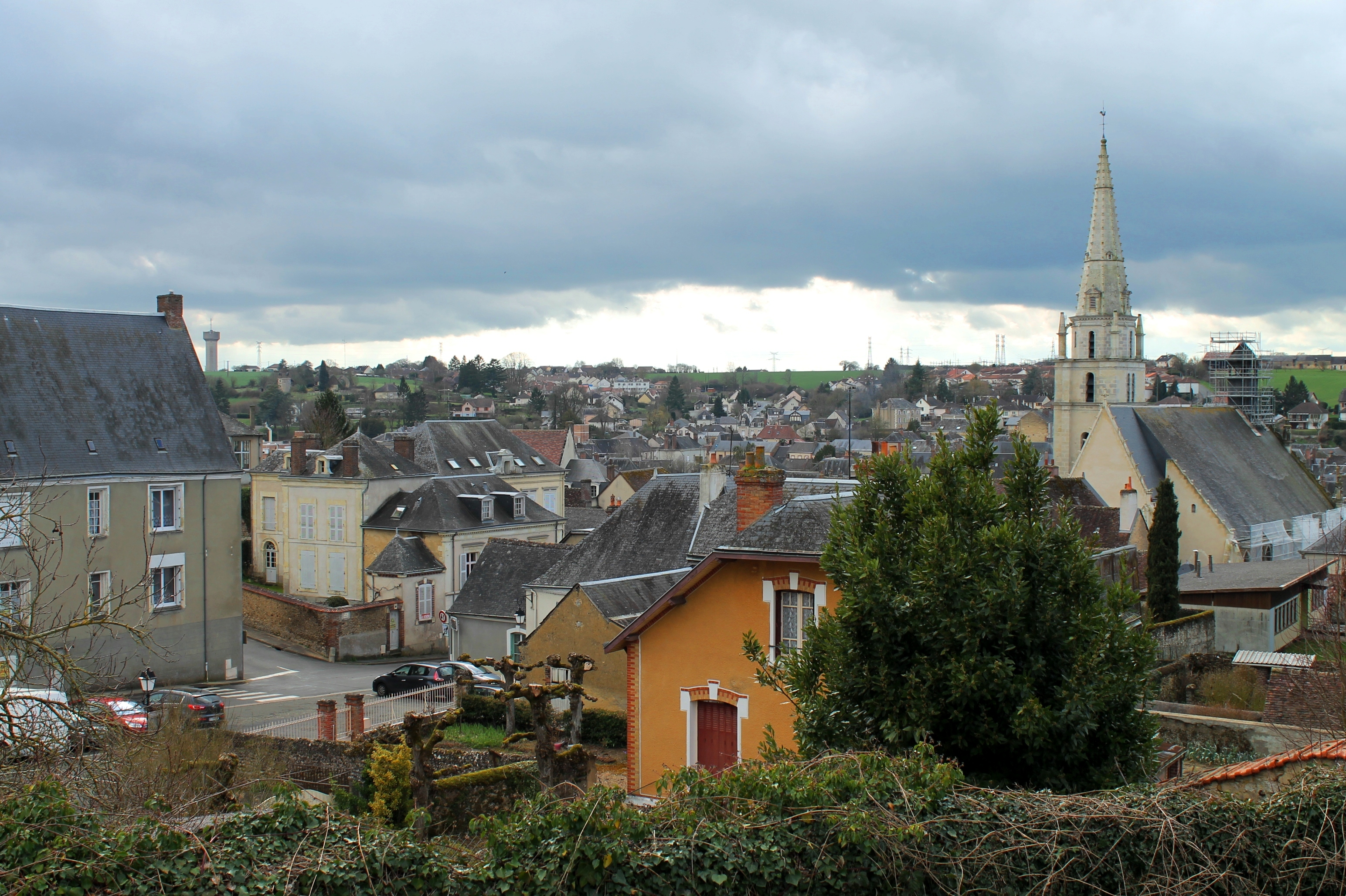
Saint-Calais, Petite Cité de Caractère
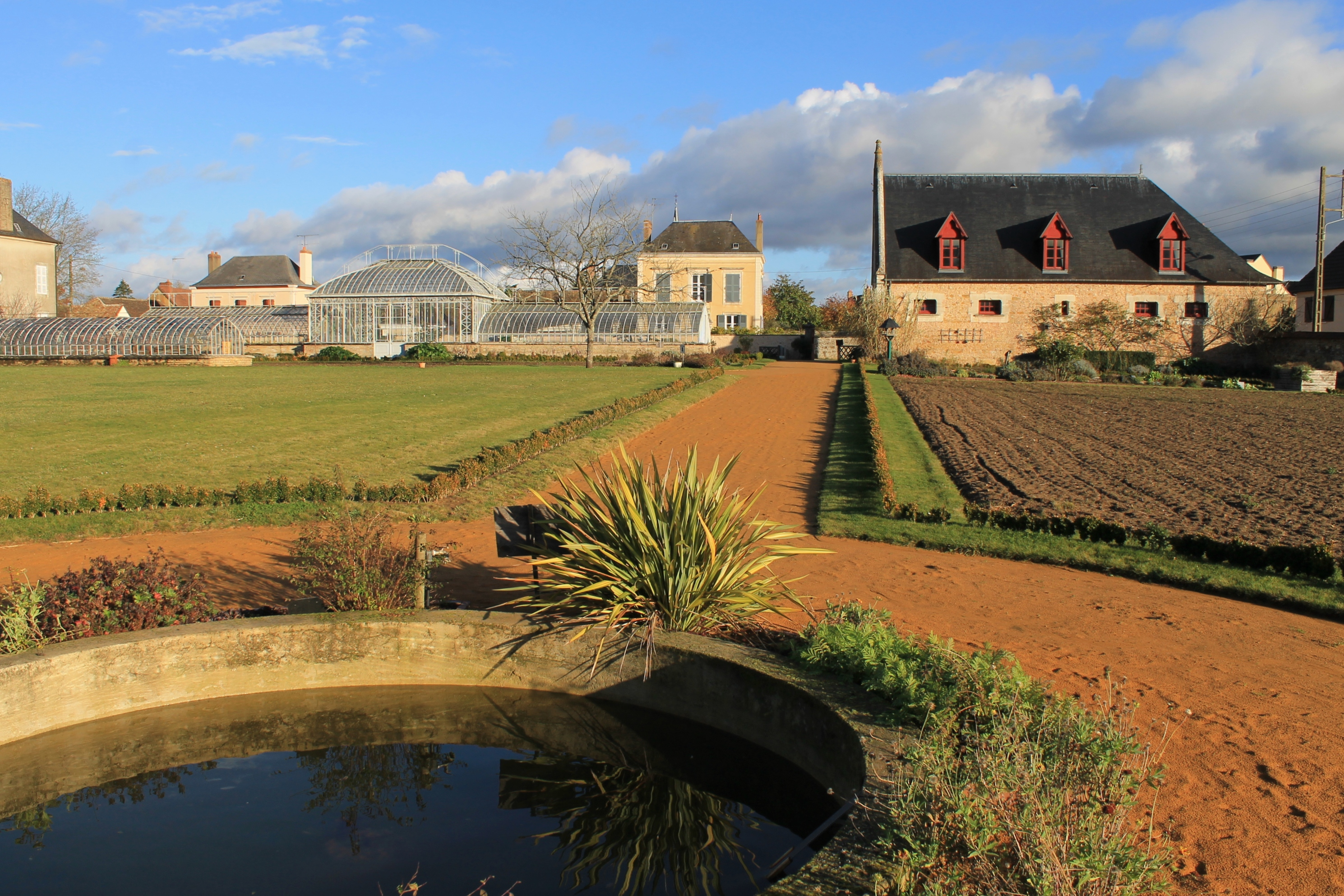
Le jardin potager de Bonnétable
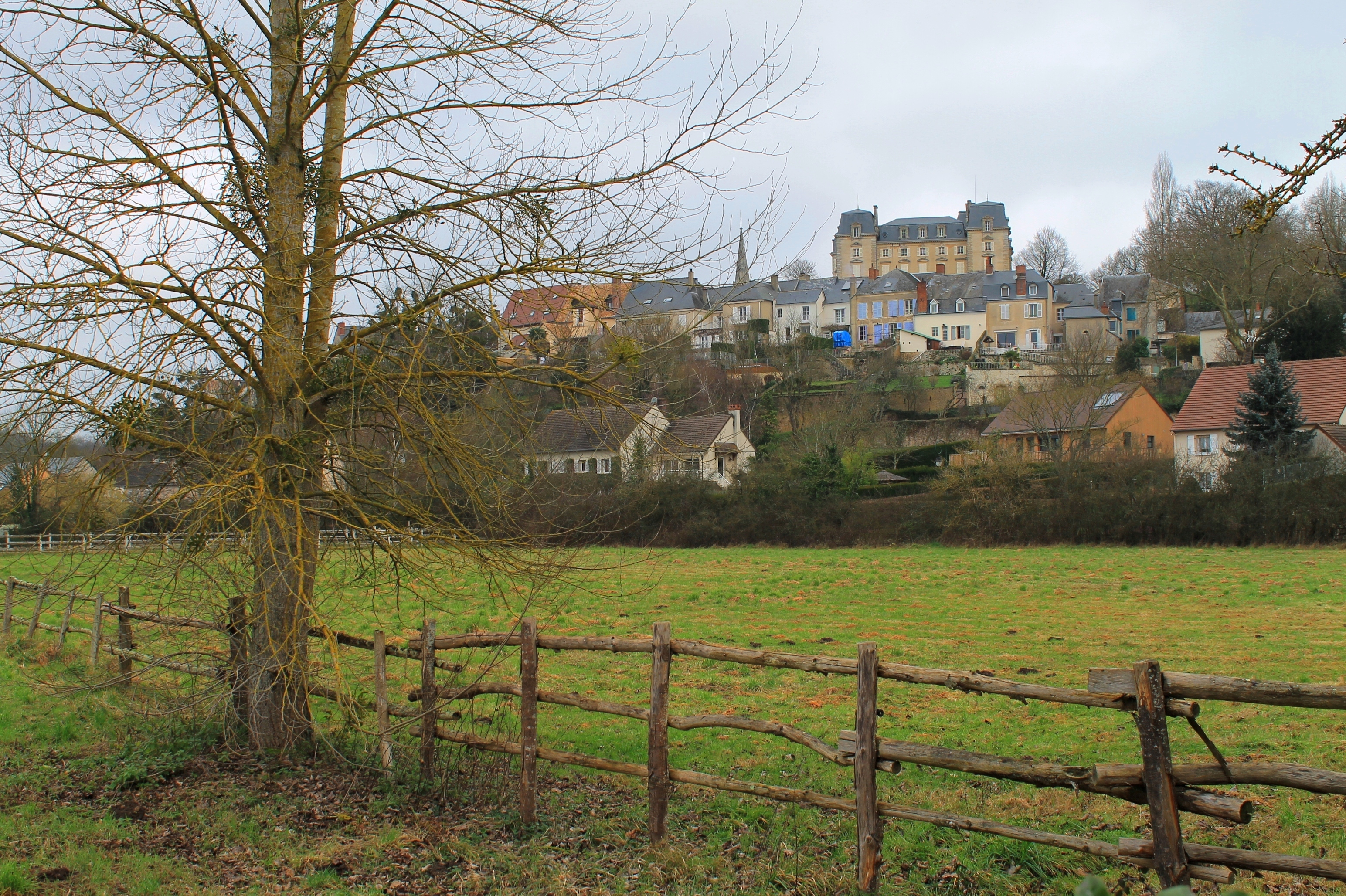
Le haut bourg de Montfort-le-Gesnois
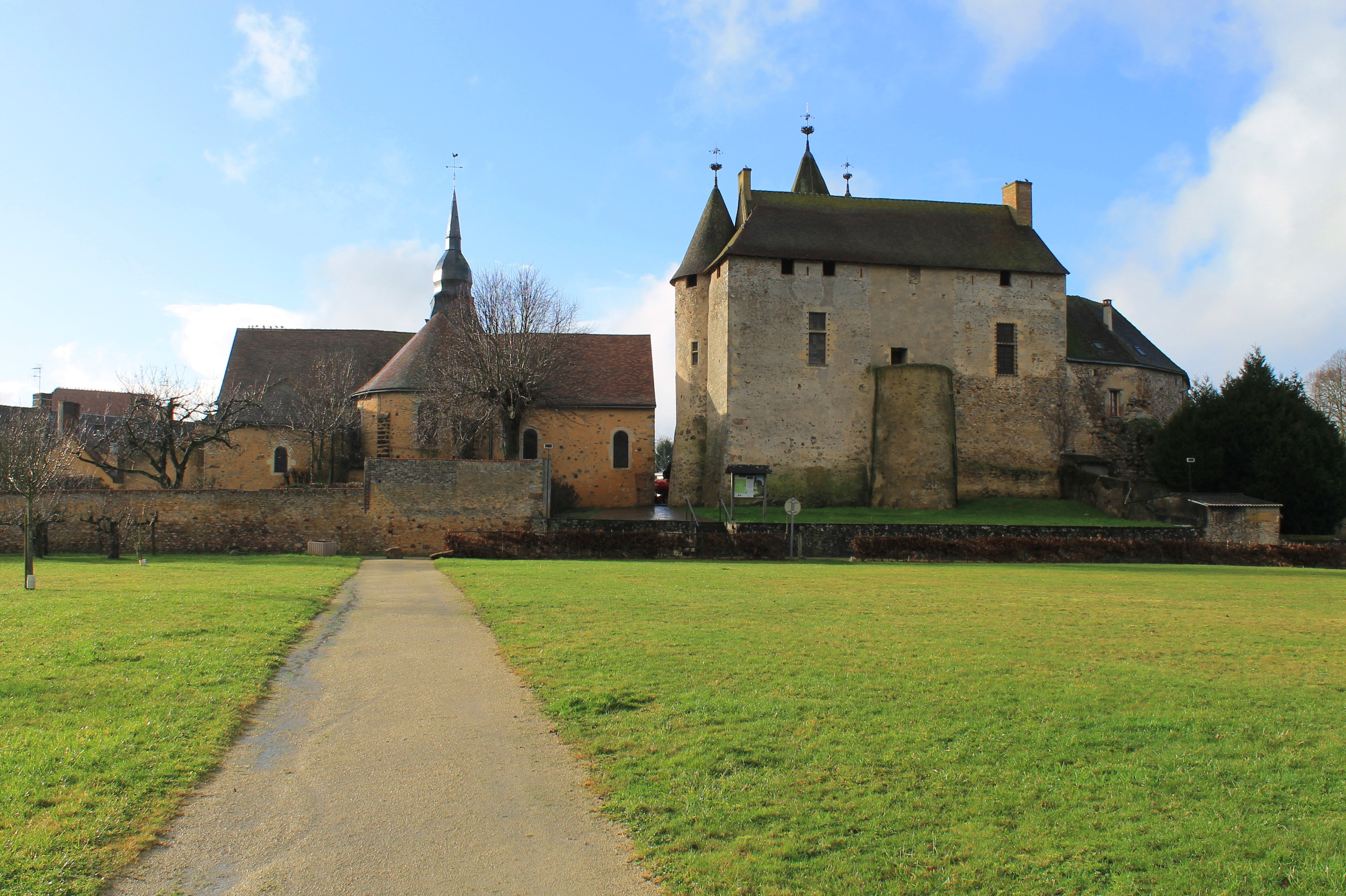
L'église et le château de Bouloire
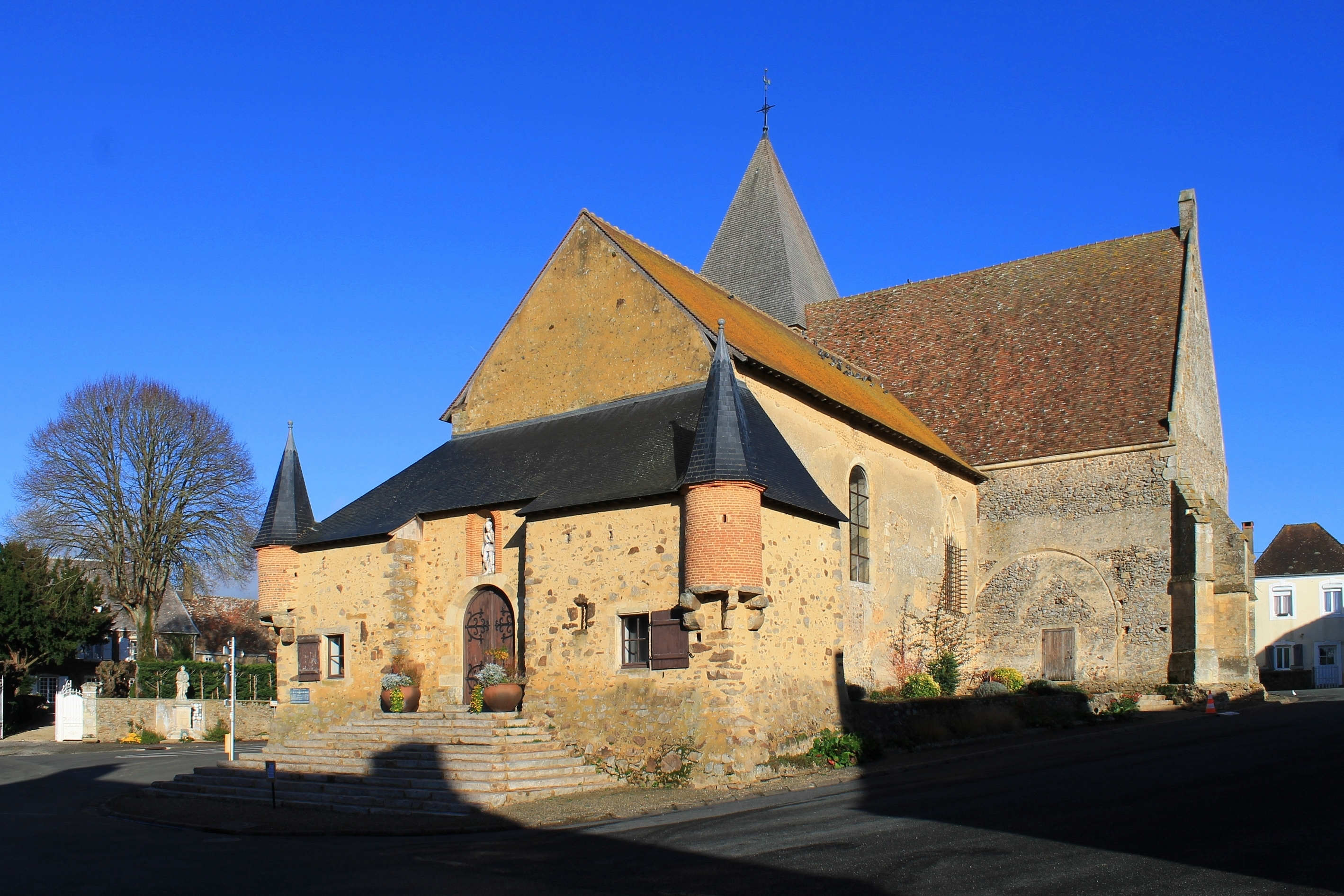
L'église de Saint-Georges-du-Rosay
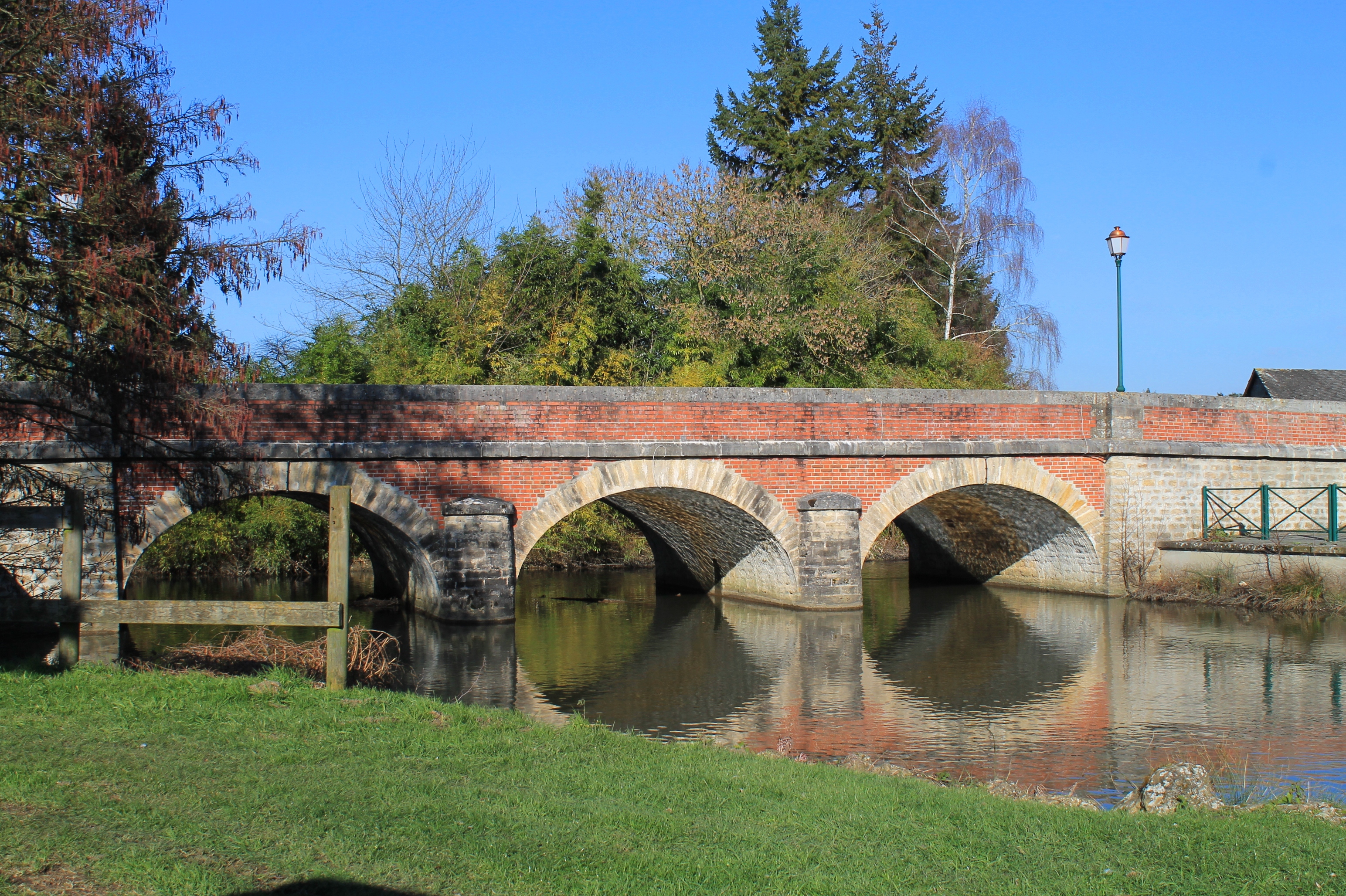
Le pont de Vibraye
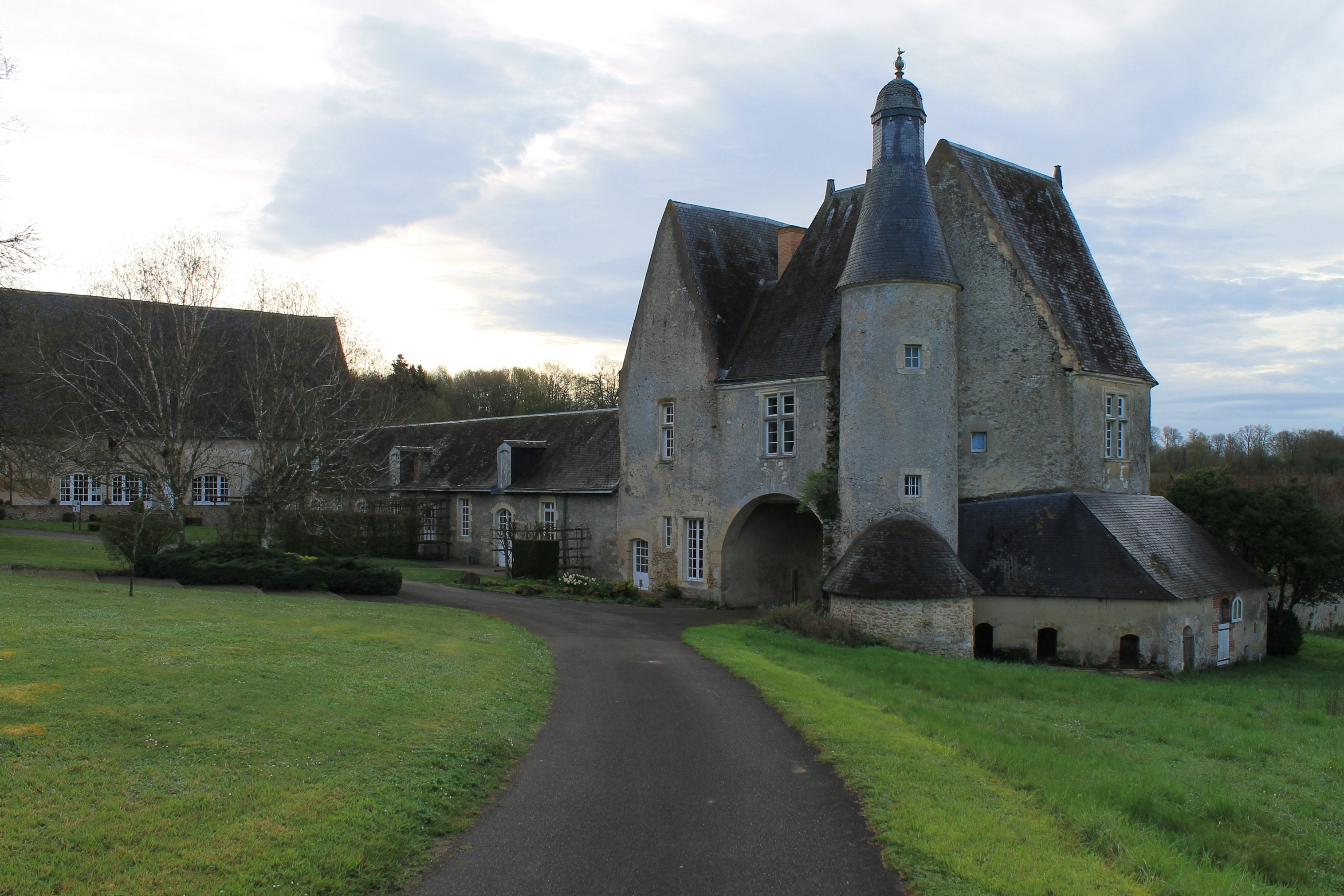
Le porche du château de Pescheray, au Breil-sur-Mérize
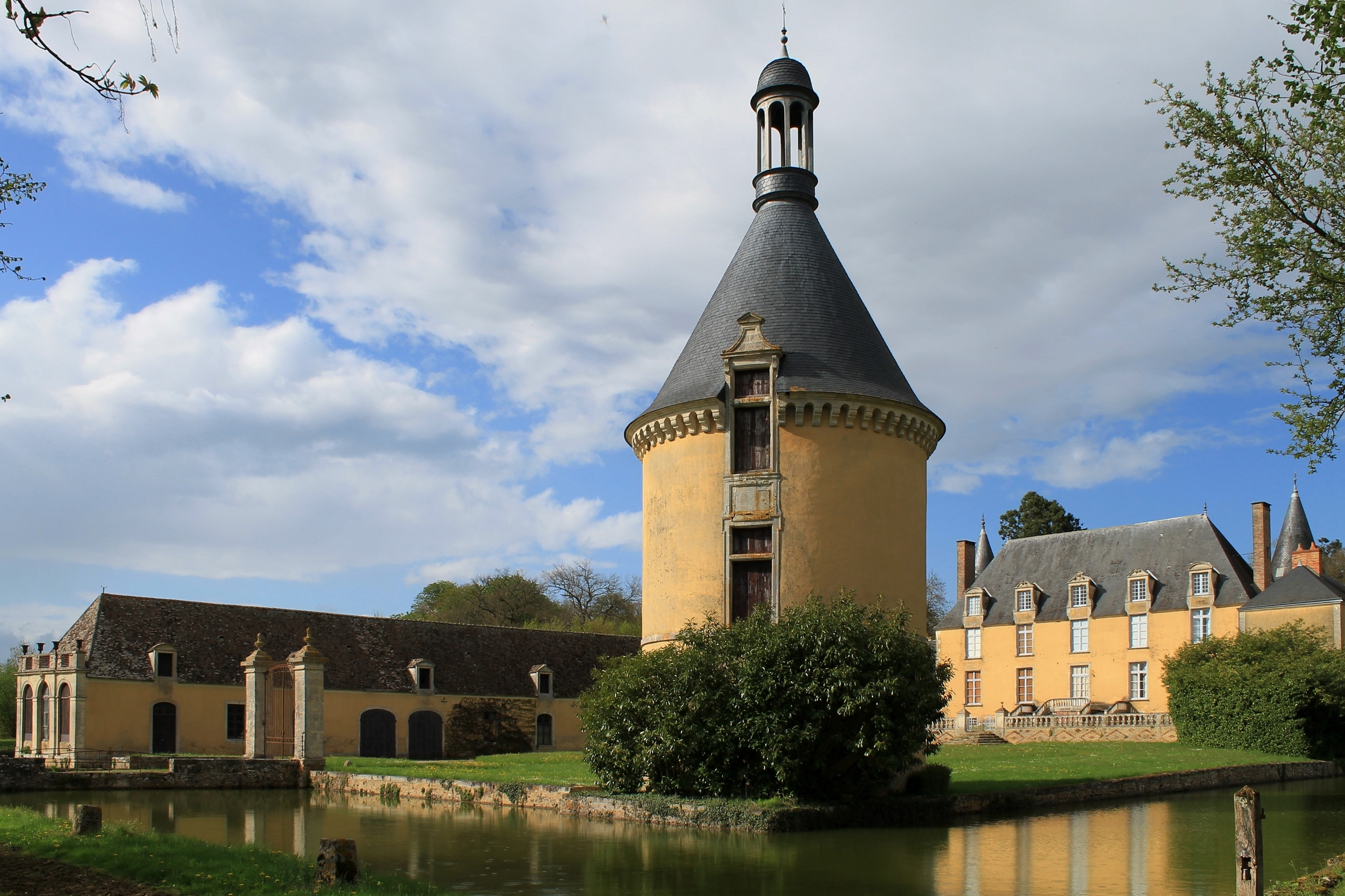
Le château de Courcival
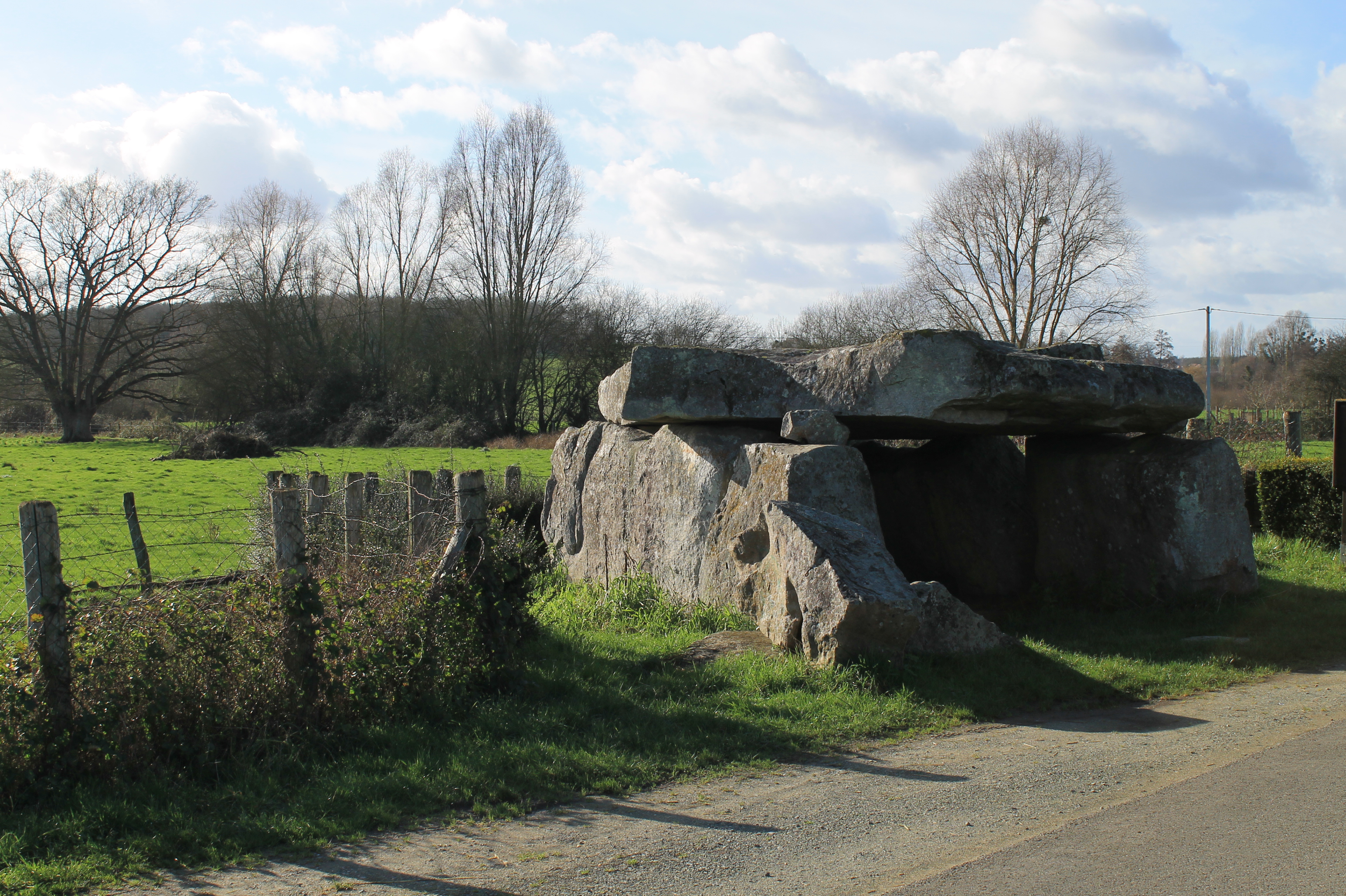
Le dolmen de la Pierre Couverte, à Duneau
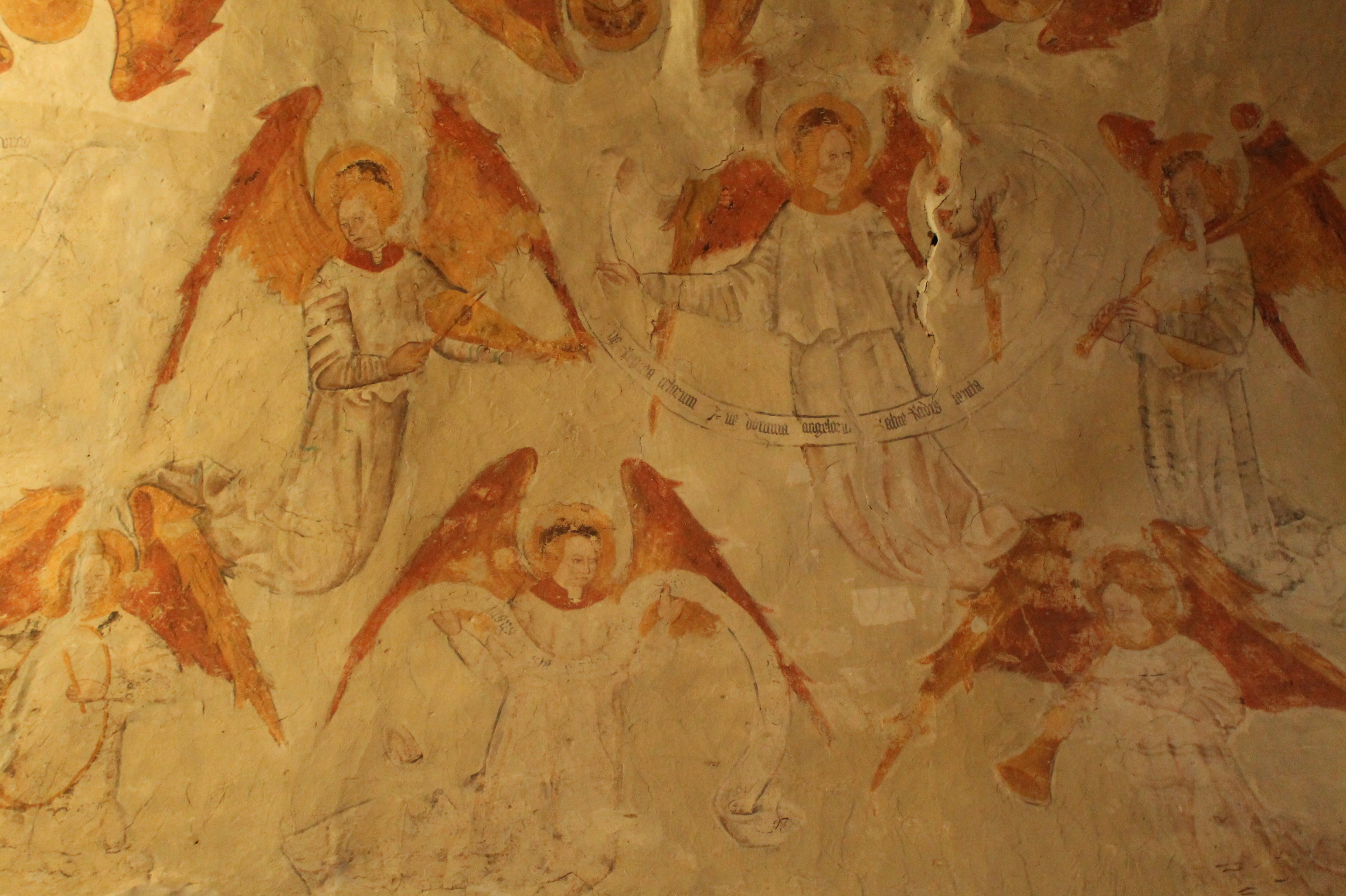
La voûte peinte de l'église des Loges, à Coudrecieux
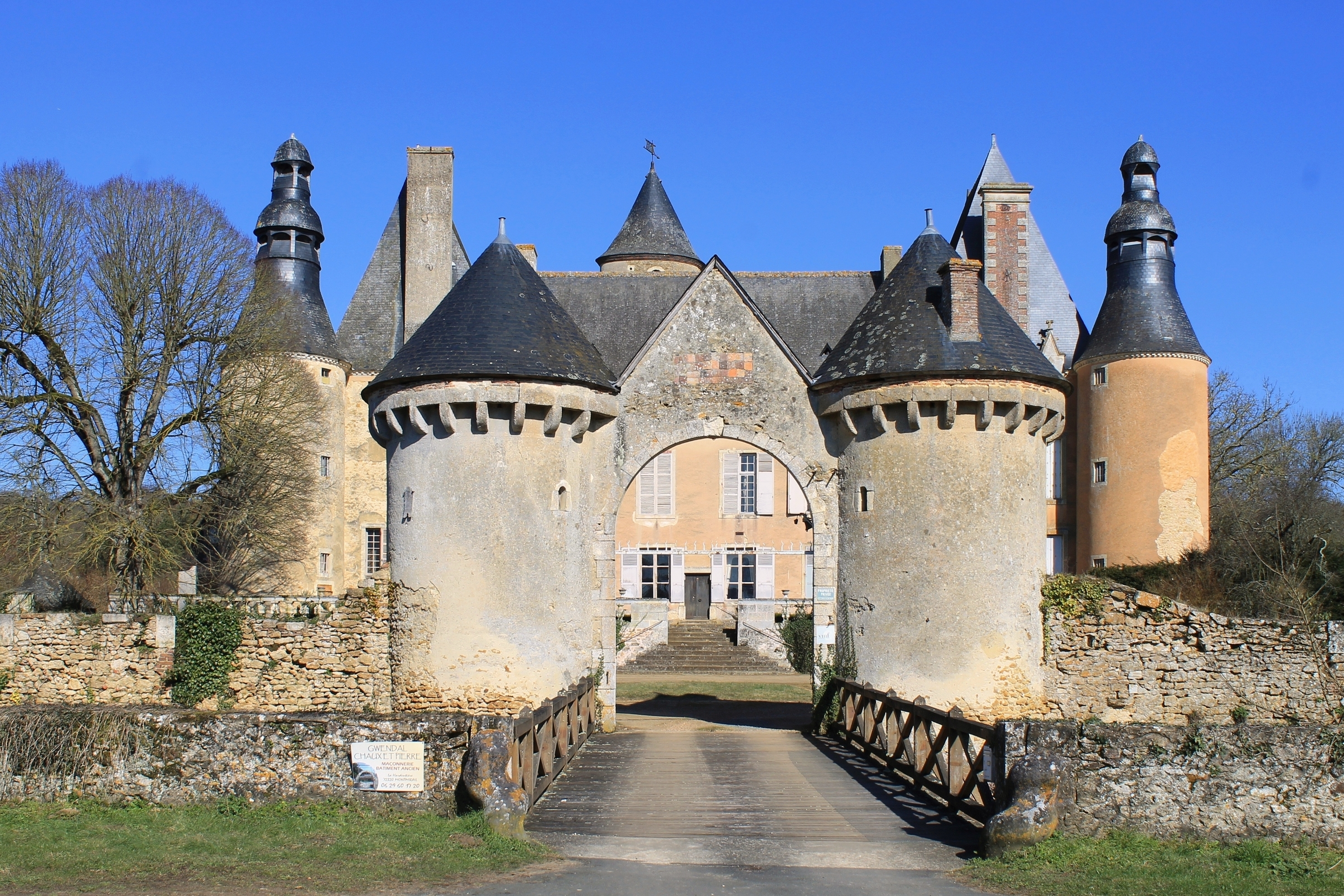
Le château de Semur-en-Vallon
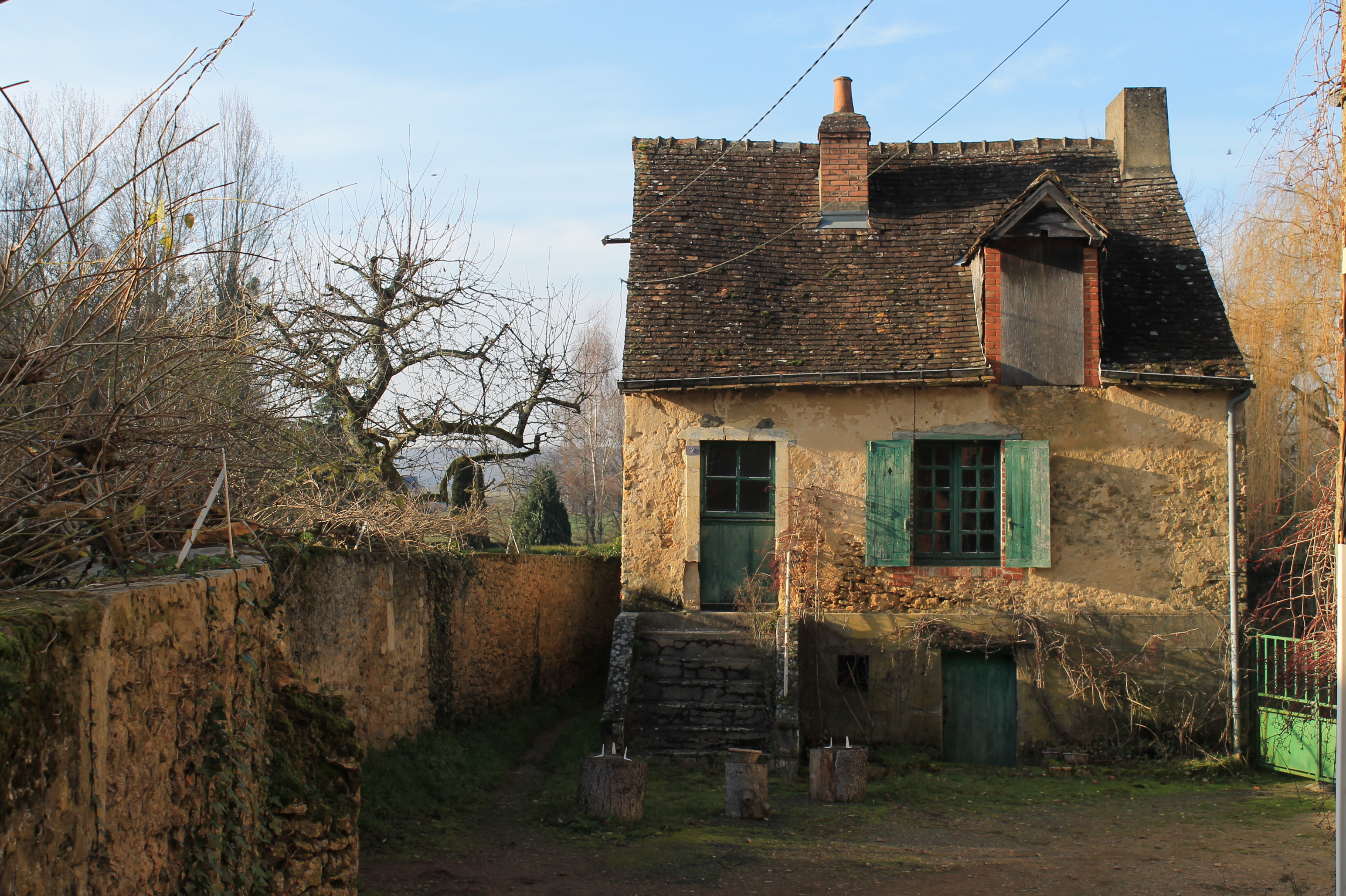
Une maison traditionnelle à Thorigné-sur-Dué
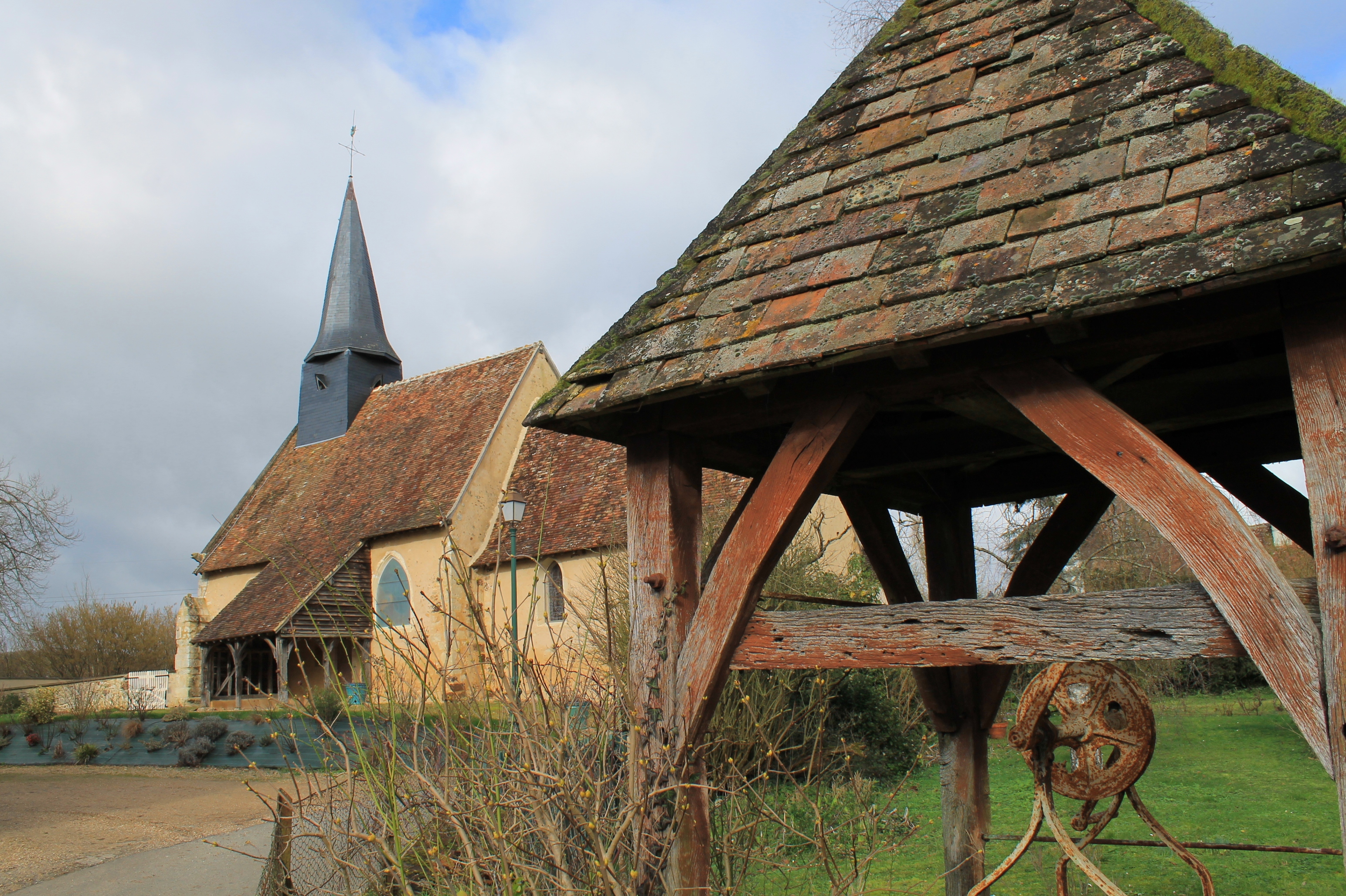
L'église de Saint-Martin-des-Monts
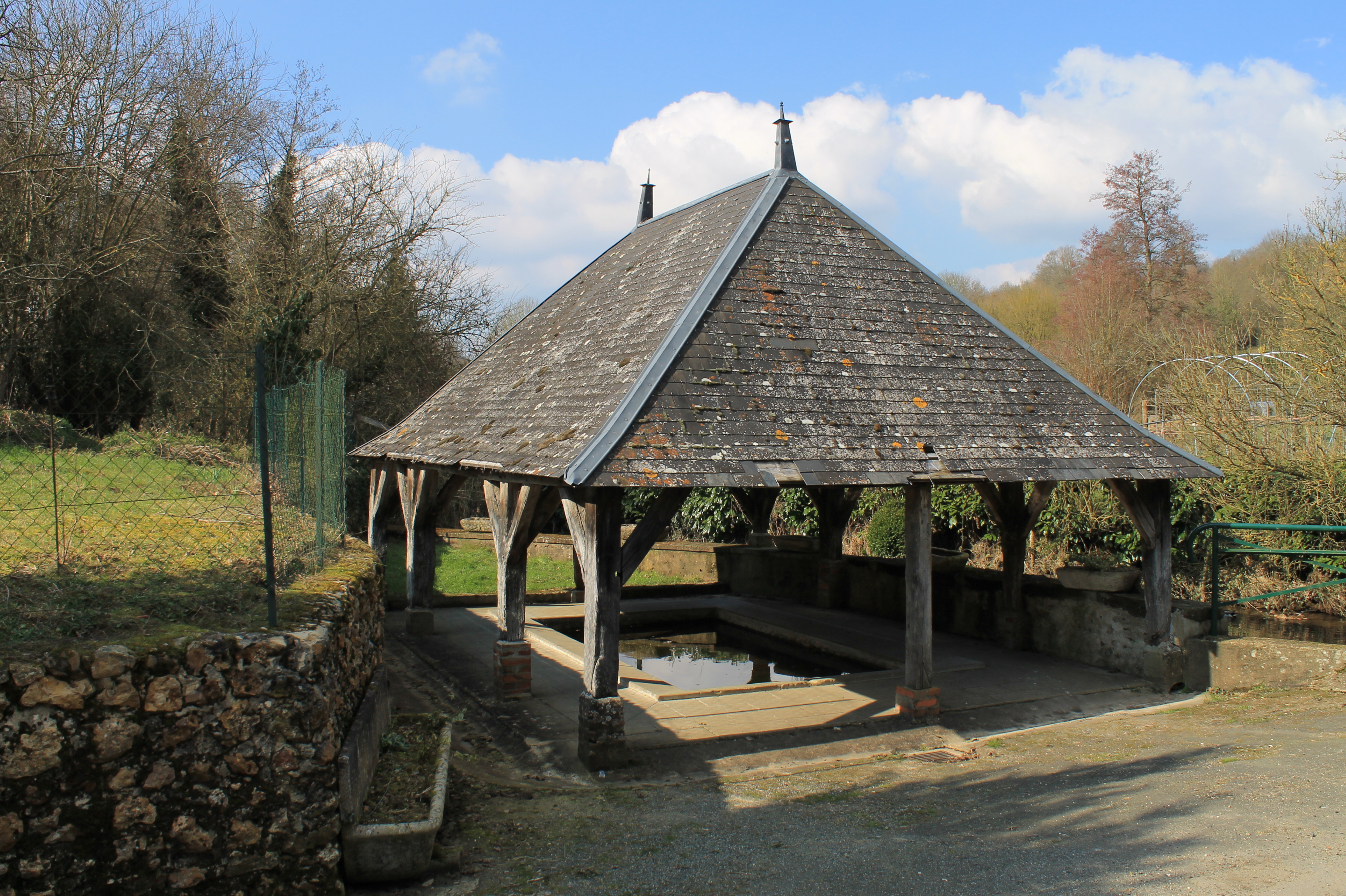
Le lavoir communal de Valennes
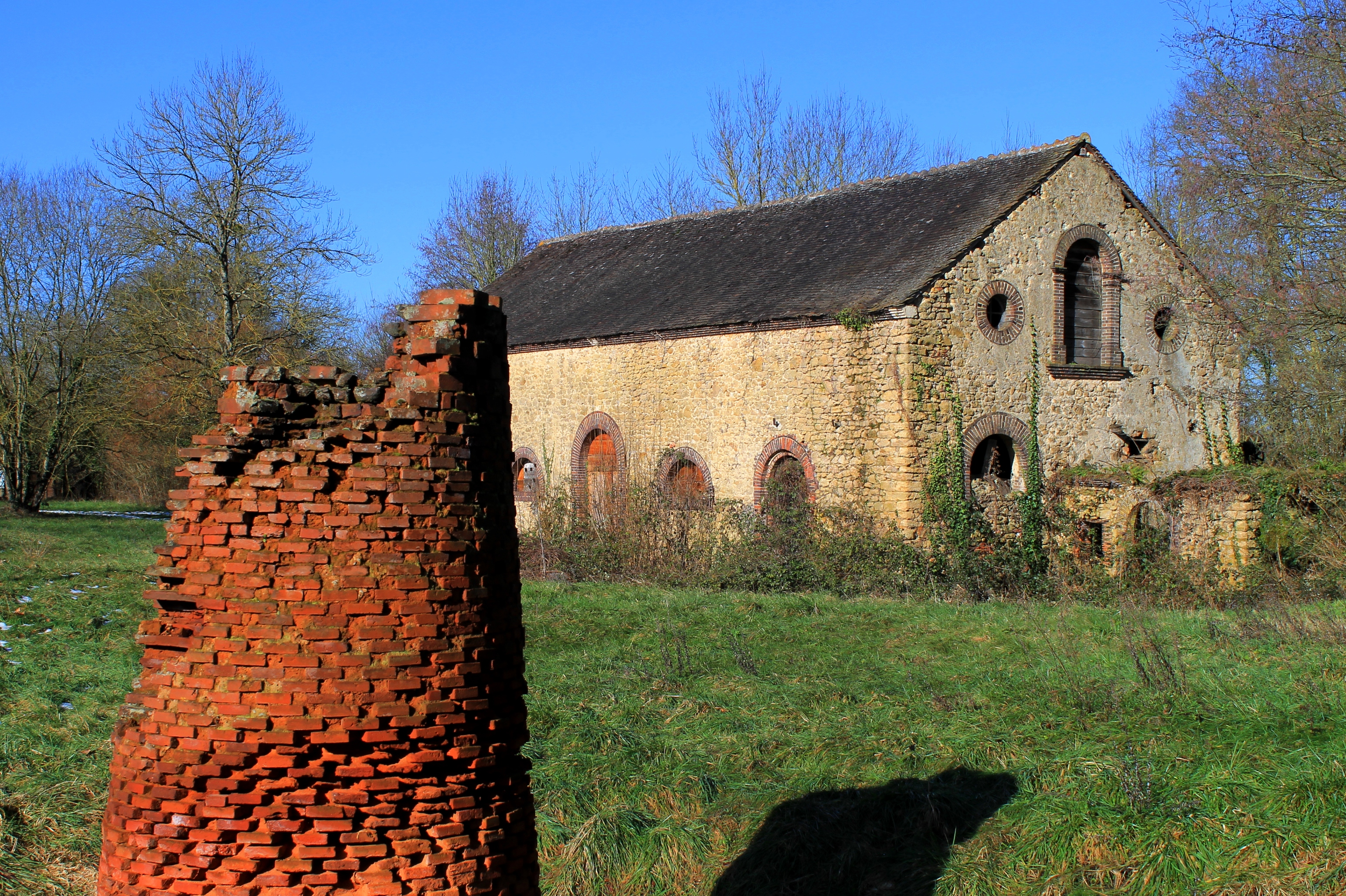
Le site des anciennes forges de Champrond
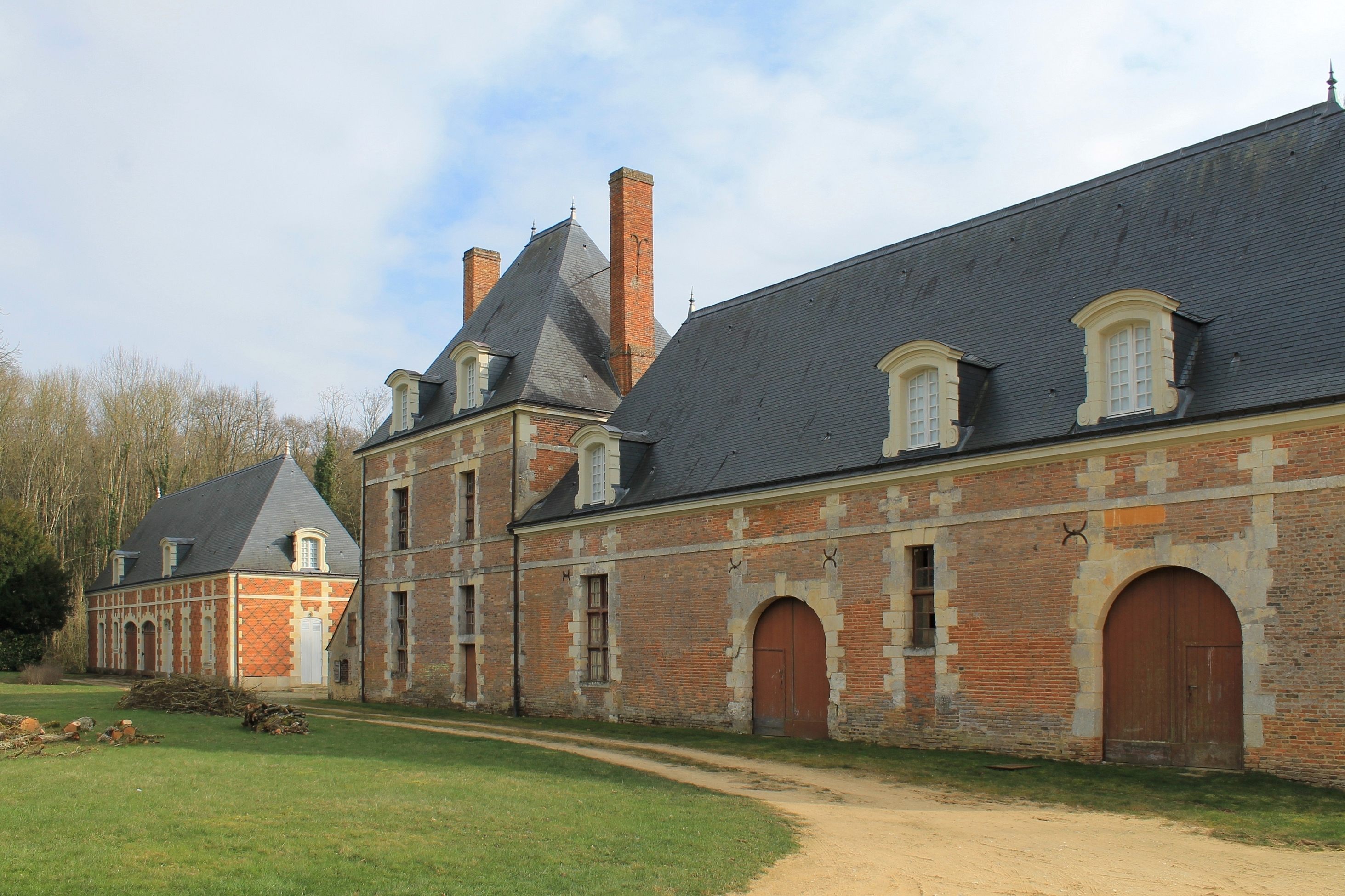
Les communs du château de Cogners
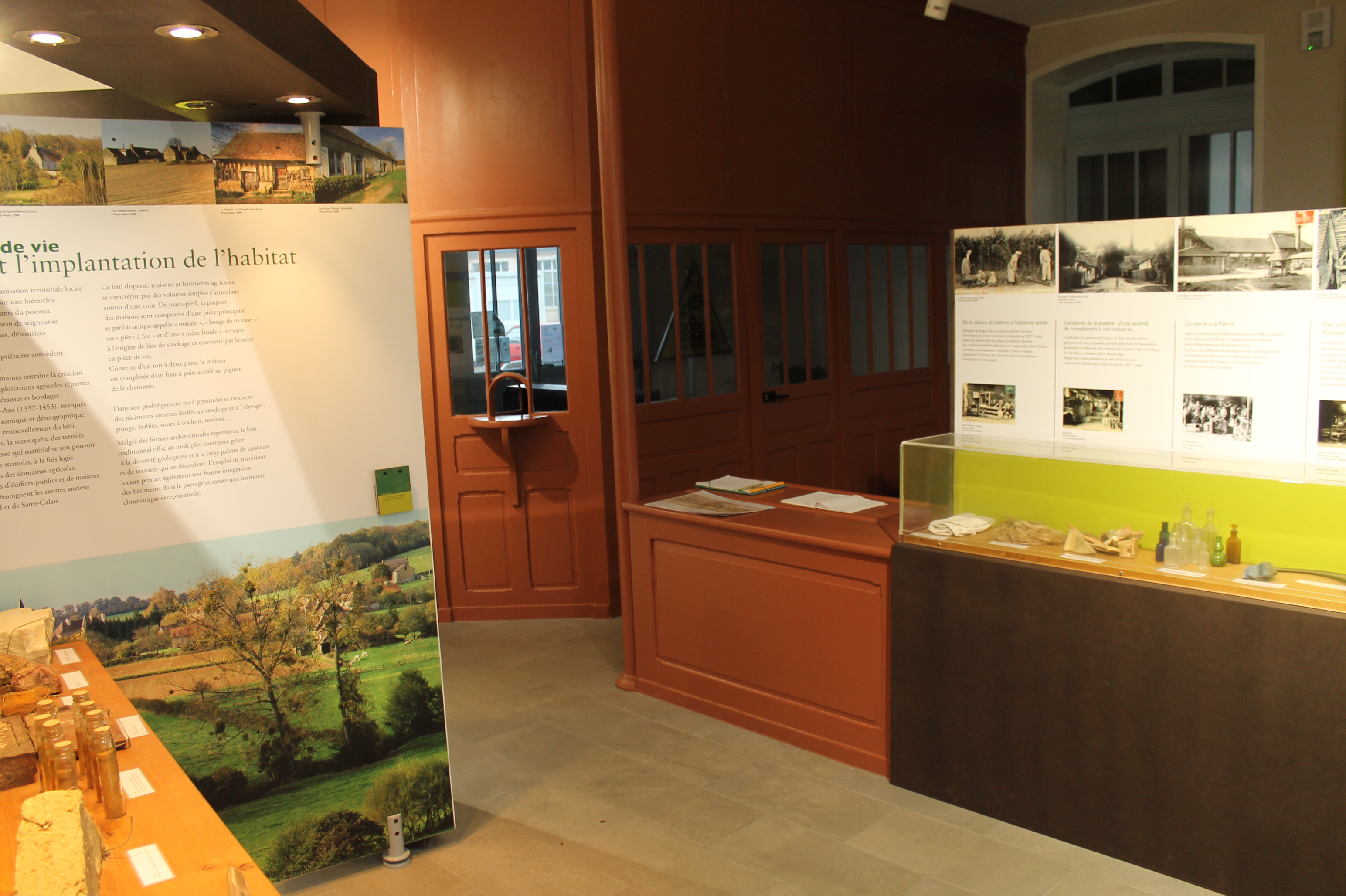
Le centre d'interprétation de l'architecture et du patrimoine, à Tuffé Val de la Chéronne

### Patrimoine naturel
Le pays du Perche sarthois dispose de plusieurs aires naturelles protégées ou inventoriées. Ces espaces sont principalement répertoriés dans de l'inventaire national du patrimoine naturel (INPN) du Muséum national d'histoire naturelle.
Elles sont incluses dans l'unité écologique du schéma régional de cohérence écologique des Pays de la Loire dite du "Perche sarthois", beaucoup plus vaste que le pays éponyme,.

#### Inventaires

##### Zones naturelles d’intérêt écologique, faunistique et floristique
Les zones naturelles d’intérêt écologique, faunistique et floristique (ZNIEFF) sont des espaces naturels qui n'ont pas valeur de protection mais d'inventaire naturaliste des espèces et de leurs habitats. Elles se déclinent en deux types de zone.
En 2021, le pays du Perche sarthois dispose de 49 ZNIEFF de type 1 et 5 ZNIEFF de type 2.
| Nom de la zone                                                                       | Communes | Protection | Nombre d'espèces déterminantes | Nombre d'autres espèces | Superficie (hectares) | Identifiant | Référence |
| ------------------------------------------------------------------------------------ | --- | --- | ------------------------------ | ----------------------- | --------------------- | ----------- | --------- |
| Étangs de Saint-Mars-la-Brière et Camp d'Auvours                                     | - Ardenay-sur-Mérize ; - Saint-Mars-la-Brière ; - Soulitré ; - Champagné (Pays du Mans) ; - Changé (Pays du Mans)                           | - Espace boisé classé - Natura 2000 (partiellement et seulement pour la Vallée du Narais, forêt de Bercé et ruisseau du Dinan) - Site du conservatoire d'espaces naturels des Pays de la Loire (partiellement et seulement pour le Camp militaire d’Auvours) | 111                            | 786                     | 1252                  | 520006667   | [ 8 ]     |
| Étangs et Bois de Loudon                                                             | - Saint-Mars-la-Brière ; - Changé (Pays du Mans) ; - Parigné-l'Évêque (Pays du Mans)                                                        | - Espace boisé classé - Natura 2000 (partiellement et seulement pour la Vallée du Narais, forêt de Bercé et ruisseau du Dinan) | 114                            | 386                     | 646                   | 520006668   | [ 9 ]     |
| Gravières-sablières de La Belle Inutile                                              | - Montfort-le-Gesnois | - Espace naturel sensible - Site du conservatoire d'espaces naturels des Pays de la Loire | 30                             | 205                     | 17                    | 520006670   | [ 10 ]    |
| Vallon de l'Étang de Gardonnière                                                     | - Ardenay-sur-Mérize ; - Challes (Pays du Mans) ; - Parigné-l'Évêque (Pays du Mans)                                                         | - Espace boisé classé - Natura 2000 (partiellement et seulement pour la Vallée du Narais, forêt de Bercé et ruisseau du Dinan) | 43                             | 33                      | 34                    | 520006674   | [ 11 ]    |
| Étang de la Fenderie et ruisseau des Fresnay                                         | - Vibraye | - Espace boisé classé - Natura 2000 (par superposition avec le Massif forestier de Vibraye) | 8                              | 233                     | 24                    | 520006677   | [ 12 ]    |
| Étang de la Cour des Bois                                                            | - Semur-en-Vallon | - Natura 2000 (par superposition avec le Massif forestier de Vibraye) | 14                             | 133                     | 4                     | 520006678   | [ 13 ]    |
| Étang de La Panne                                                                    | - Berfay ; - Conflans-sur-Anille | ∅ | 11                             | 169                     | 11                    | 520006679   | [ 14 ]    |
| Étang du Fief                                                                        | - Conflans-sur-Anille | ∅ | 7                              | 198                     | 13                    | 520006680   | [ 15 ]    |
| Étang Salé                                                                           | - Coudrecieux | ∅ | 30                             | 139                     | 33                    | 520006682   | [ 16 ]    |
| Vallée du Moire entre La Tassé et Les Landes                                         | - La Chapelle-du-Bois ; - Bellou-le-Trichard (PETR du Pays du Perche ornais) ; - Saint-Germain-de-la-Coudre (PETR du Pays du Perche ornais) | ∅ | 28                             | 10                      | 16                    | 520006703   | [ 17 ]    |
| Bois du Haut Buisson et Prairies humides et Étang de Bioux                           | - Cherré-Au | - Espace boisé classé | 86                             | 406                     | 119                   | 520006705   | [ 18 ]    |
| Prairies de Montfrenat                                                               | - Villaines-la-Gonais | ∅ | 7                              | 1                       | 18                    | 520006706   | [ 19 ]    |
| Basse vallée de la Braye entre Le-Gué-de-Launay et Valennes                          | - Vibraye ; - Valennes ; - Couëtron-au-Perche (Pays vendômois)                                                                              | ∅ | 33                             | 108                     | 159                   | 520006713   | [ 20 ]    |
| Le marais à Gréez-sur-Roc                                                            | - Gréez-sur-Roc | ∅ | 31                             | 134                     | 6                     | 520006714   | [ 21 ]    |
| Carrières souterraines et coteaux de Roches                                          | - Vouvray-sur-Huisne ; - Sceaux-sur-Huisne                                                                                                  | - Natura 2000 (partiellement et seulement pour les Carrières souterraines de Vouvray-sur-Huisne) - Arrêté de protection de biotope - Site du conservatoire d'espaces naturels des Pays de la Loire                                                           | 22                             | 50                      | 15                    | 520006745   | [ 22 ]    |
| Carrières des Petites Vallées                                                        | - Saint-Maixent | ∅ | 39                             | 197                     | 10                    | 520007900   | [ 23 ]    |
| Bois de la Gautrie                                                                   | - Montaillé | ∅ | 5                              | 77                      | 6                     | 520014677   | [ 24 ]    |
| Combles de l'Église Notre-Dame-des-Marais                                            | - La Ferté-Bernard | - Classé MH - Site patrimonial remarquable - Site inscrit | 2                              | ∅                       | 0,46                  | 520014681   | [ 25 ]    |
| Vallée du ruisseau des Hulotières                                                    | - Gréez-sur-Roc ; - Saint-Ulphace | ∅ | 45                             | 233                     | 51                    | 520014753   | [ 26 ]    |
| Prairies tourbeuses de Combray                                                       | - Ardenay-sur-Mérize | - Espace boisé classé | 9                              | 2                       | 17                    | 520015183   | [ 27 ]    |
| Les Moricières                                                                       | - Rahay | ∅ | 16                             | 107                     | 2                     | 520015209   | [ 28 ]    |
| Vallée du Moire                                                                      | - La Chapelle-du-Bois ; - Bellou-le-Trichard (PETR du Pays du Perche ornais) ; - Saint-Germain-de-la-Coudre (PETR du Pays du Perche ornais) | ∅ | 15                             | 7                       | 15                    | 250015951   | [ 29 ]    |
| Vallée du Pibeau aux Petites Boissières                                              | - Montaillé | ∅ | 17                             | 87                      | 2                     | 520016095   | [ 30 ]    |
| Vallée du Rosay en amont de Chaussera                                                | - La Bosse ; - Saint-Aubin-des-Coudrais ; - Saint-Georges-du-Rosay                                                                          | - Espace boisé classé | 8                              | 64                      | 42                    | 520016158   | [ 31 ]    |
| Vallée de La Chéronne de Saint-Georges-du-Rosay à Tuffé                              | - Saint-Georges-du-Rosay ; - Saint-Denis-des-Coudrais ; - Tuffé Val de la Chéronne                                                          | - Site classé (partiellement et seulement pour Le Château de Chéronne et ses abords ) | 6                              | 109                     | 56                    | 520016159   | [ 32 ]    |
| Vallée du ruisseau du Moulin du Houx à La Gannerie                                   | - Nogent-le-Bernard | - Arrêté de protection de biotope (par superposition) | 5                              | ∅                       | 3                     | 520016160   | [ 33 ]    |
| Abords de La Chéronne aux Gouaffries                                                 | - Tuffé Val de la Chéronne | ∅ | 4                              | 31                      | 3,5                   | 520016161   | [ 34 ]    |
| Bois des Vignes                                                                      | - Bonnétable | - Espace boisé classé | 3                              | ∅                       | 1,5                   | 520016162   | [ 35 ]    |
| Prairie au nord-est de la Petite Grange                                              | - Avezé | ∅ | 5                              | 2                       | 18                    | 520016163   | [ 36 ]    |
| Prairie de La Plisse                                                                 | - Souvigné-sur-Même ; - La Ferté-Bernard | ∅ | 21                             | 46                      | 40                    | 520016164   | [ 37 ]    |
| Prairie humide au nord-ouest de L'Onglée                                             | - Beillé | ∅ | 3                              | 1                       | 2                     | 520016165   | [ 38 ]    |
| Pelouses sablonneuses au sud-est de La Grande Métairie et Bois de Fleuret            | - La Chapelle-Saint-Rémy | - Espace boisé classé | 5                              | 4                       | 46                    | 520016166   | [ 39 ]    |
| Vallée du Montretaux                                                                 | - Dehault ; - Nogent-le-Bernard ; - Saint-Aubin-des-Coudrais ; - Saint-Georges-du-Rosay                                                     | ∅ | 14                             | 45                      | 100                   | 520016235   | [ 40 ]    |
| Bord de la D84 au nord-ouest de La Cour des Fers                                     | - Berfay | - Espace boisé classé | 1                              | ∅                       | 1                     | 520420024   | [ 41 ]    |
| Vallée de La Vive Parence et du Moulin au Moine de Saint-Célerin à Sillé-le-Phillipe | - Lombron ; - Saint-Célerin ; - Sillé-le-Philippe ; - Torcé-en-Vallée                                                                       | ∅ | 22                             | 95                      | 110                   | 520420033   | [ 42 ]    |
| Abords de La Vive Parence au Grand Bauray                                            | - Torcé-en-Vallée | ∅ | 3                              | 4                       | 5                     | 520420036   | [ 43 ]    |
| Friche entre La Pelouse et Les Débats                                                | - Montfort-le-Gesnois | ∅ | 5                              | ∅                       | 6                     | 520420038   | [ 44 ]    |
| Bois des Loges au sud-ouest de la cabane rouge                                       | - Écorpain | ∅ | 18                             | 63                      | 20                    | 520420039   | [ 45 ]    |
| Bord de route du Petit Poil de Truie au Bois du Corbeau                              | - Coudrecieux ; - Montaillé | ∅ | 4                              | 50                      | 9                     | 520420040   | [ 46 ]    |
| D249 au sud-est des Petites Bordes                                                   | - Montaillé | ∅ | 3                              | 57                      | 0,9                   | 520420041   | [ 47 ]    |
| Coteau de La Redonne                                                                 | - La Chapelle-Huon ; - Saint-Gervais-de-Vic                                                                                                 | ∅ | 2                              | 188                     | 21                    | 520420042   | [ 48 ]    |
| Bord de route à Bussé Carrée                                                         | - Coudrecieux | ∅ | 2                              | 29                      | 1                     | 520420045   | [ 49 ]    |
| D74 de Bussé Carrée à La Loge du Parc                                                | - Coudrecieux | ∅ | 6                              | 87                      | 8                     | 520420046   | [ 50 ]    |
| Bord de route du Bois de la Coudraie au Bois Minot                                   | - Bouloire | ∅ | 11                             | 138                     | 12                    | 520420047   | [ 51 ]    |
| Vallon du Court-s'il-Pleut                                                           | - Tresson ; - Val-d'Étangson ; | ∅ | 10                             | 14                      | 83                    | 520620014   | [ 52 ]    |
| Prairies et bois de La Belle Étoile et de Puisard                                    | - Tresson ; - Villaines-sous-Lucé (PETR Pays vallée du Loir)                                                                                | ∅ | 22                             | 17                      | 147                   | 520620016   | [ 53 ]    |
| Forêt de Courtanvaux et coteau sec de Bessé-sur-Braye                                | - Bessé-sur-Braye | - Site classé (partiellement et seulement pour Le Château de Courtanvaux et son parc) | 16                             | 2                       | 98                    | 520620018   | [ 54 ]    |
| Les Ajeux                                                                            | - La Ferté-Bernard | - Espace naturel sensible | 17                             | 20                      | 79                    | 520620024   | [ 55 ]    |
| Hippodrome de La Laiterie                                                            | - Savigné-l'Évêque ; - Yvré-l'Évêque (Pays du Mans)                                                                                         | ∅ | 9                              | ∅                       | 61                    | 520620044   | [ 56 ]    |

| Nom de la zone                                                                        | Communes | Protection | Nombre d'espèces déterminantes | Nombre d'autres espèces | Superficie (hectares) | Identifiant | Référence |
| ------------------------------------------------------------------------------------- | --- | --- | ------------------------------ | ----------------------- | --------------------- | ----------- | --------- |
| Vallée de l'Anille et massif forestier de Vibraye, Marchevert, La Pierre et Les Loges | - Berfay ; - Conflans-sur-Anille ; - Coudrecieux ; - Montaillé ; - Semur-en-Vallon ; - Vibraye | - Natura 2000 (partiellement et seulement pour le Massif forestier de Vibraye) | 154                            | 1516                    | 4697                  | 520006675   | [ 57 ]    |
| Vallée de l'Huisne d'Avezé à La Ferté-Bernard                                         | - Avezé ; - Cherré-Au ; - Souvigné-sur-Même ; - La Ferté-Bernard | ∅ | 35                             | 144                     | 335                   | 520006702   | [ 58 ]    |
| Vallée de l'Huisne de Connerré à Sceaux-sur-Huisne                                    | - Vouvray-sur-Huisne ; - Tuffé Val de la Chéronne ; - Sceaux-sur-Huisne ; - Duneau ; - Beillé ; - Connerré | ∅ | 20                             | 63                      | 458                   | 520006708   | [ 59 ]    |
| Vallée du Narais et affluents                                                         | - Ardenay-sur-Mérize ; - Le Breil-sur-Mérize ; - Saint-Mars-la-Brière ; - Soulitré ; - Surfonds ; - Volnay ; - Brette-les-Pins (Pays du Mans) ; - Challes (Pays du Mans) ; - Champagné (Pays du Mans) ; - Changé (Pays du Mans) ; - Marigné-Laillé (Pays du Mans) ; - Parigné-l'Évêque (Pays du Mans) ; - Saint-Mars-d'Outillé (Pays du Mans) ; - Le Grand-Lucé (PETR Pays vallée du Loir) ; - Pruillé-l'Éguillé (PETR Pays vallée du Loir) ; | - Natura 2000 (partiellement et seulement pour la Vallée du Narais, forêt de Bercé et ruisseau du Dinan) - Site du conservatoire d'espaces naturels des Pays de la Loire (partiellement et seulement pour le Camp militaire d’Auvours) | 376                            | 2230                    | 8910                  | 520012323   | [ 60 ]    |
| Vallée de L'Étangsort entre Courdemanche et Tresson                                   | - Tresson ; - Val-d'Étangson ; - Courdemanche (PETR Pays vallée du Loir) ; - Montreuil-le-Henri (PETR Pays vallée du Loir) ; - Saint-Georges-de-la-Couée (PETR Pays vallée du Loir) | ∅ | 4                              | 1                       | 313                   | 520620054   | [ 61 ]    |

##### Inventaire national du patrimoine géologique
L'inventaire national du patrimoine géologique (INPG) a pour but de recenser les sites géologiques d’intérêt patrimonial en France. Créé en 2007, il est piloté par le Muséum national d'histoire naturelle (responsable scientifique) et le Bureau de recherches géologiques et minières (responsable technique),.
Le pays du Perche sarthois dispose de 5 sites validés au titre de l'INPG en 2021. Tous sont des sites anthropiques. Seuls 2 sites sont accessibles librement.
| Nom du site                                                                                          | Commune                               | Évaluation de l’intérêt patrimonial du site | Typologie                                  | Protection | Superficie (hectares) | Accessibilité                                                 | Identifiant | Référence |
| --- | ------------------------------------- | ------------------------------------------- | ------------------------------------------ | ---------- | --------------------- | ------------------------------------------------------------- | ----------- | --------- |
| Craie glauconieuse du Cénomanien inférieur au Cormier (parastratotype du Cénomanien)                 | - Cormes                              | 3/3 étoiles                                 | Site anthropique de surface / Affleurement | ∅          | 2,5                   | Facile - Libre - Annuelle - Sans autorisation préalable       | PAL0019     | [ 64 ]    |
| Carrière de la Pigalière: Sables et Grès de Lamnay, Craie de Théligny (parastratotype du Cénomanien) | - Saint-Ulphace                       | 3/3 étoiles                                 | Site anthropique de surface / Carrières    | ∅          | 18                    | Facile - Réglementée - Annuelle - Avec autorisation préalable | PAL0020     | [ 65 ]    |
| Carrière des Frépinières : Sables du Perche, Craie du Turonien (parastratotype du Cénomanien)        | - Conflans-sur-Anille                 | 3/3 étoiles                                 | Site anthropique de surface / Carrières    | ∅          | 4,8                   | Facile - Réglementée - Annuelle - Avec autorisation préalable | PAL0021     | [ 66 ]    |
| Carrière des Thuaudières : Formation des Sables du Perche (parastratotype du Cénomanien)             | - Soulitré                            | 3/3 étoiles                                 | Site anthropique de surface / Carrières    | ∅          | 0,5                   | Impossible - Non autorisée                                    | PAL0024     | [ 67 ]    |
| Coupe géologique du bassin lacustre éocène de La Bosse                                               | - La Bosse - Saint-Denis-des-Coudrais | 3/3 étoiles                                 | Site anthropique de surface / Affleurement | ∅          | 4                     | Facile - Libre - Annuelle - Sans autorisation préalable       | PAL0032     | [ 68 ]    |

#### Sites du conservatoire d'espaces naturels des Pays de la Loire
Les conservatoires d'espaces naturels (CEN) sont des associations régionales qui interviennent dans la protection, la gestion et la valorisation d'espaces naturels principalement à travers la maîtrise foncière et d'usage.
En 2021, trois sites sont gérés par le CEN des Pays de la Loire sur le territoire du pays du Perche sarthois.
| Nom du site                          | Communes                                   | Propriétaire                               | Gestionnaire | Autres protections                                                                              | Superficie (hectares) | Référence |
| ------------------------------------ | ------------------------------------------ | ------------------------------------------ | --- | ----------------------------------------------------------------------------------------------- | --------------------- | --------- |
| Le Camp militaire d’Auvours          | - Saint-Mars-la-Brière                     | Ministère des armées                       | Conservatoire d'espaces naturels des Pays de la Loire                                                                                           | - Natura 2000 (par superposition avec la Vallée du Narais, forêt de Bercé et ruisseau du Dinan) | 291                   | [ 69 ]    |
| Gîtes à Chiroptères en Sarthe        | - Vouvray-sur-Huisne ; - Sceaux-sur-Huisne | NC                                         | Conservatoire d'espaces naturels des Pays de la Loire                                                                                           | - Natura 2000                                                                                   | 10                    | [ 70 ]    |
| Pelouse sableuse de la Belle Inutile | - Montfort-le-Gesnois                      | Communauté de communes Le Gesnois Bilurien | Communauté de communes Le Gesnois Bilurien en partenariat avec le Conservatoire d'espaces naturels des Pays de la Loire (convention de gestion) | - Espace naturel sensible                                                                       | 12,5                  | [ 71 ]    |

#### Espaces naturels sensibles
Mis en place par les départements, les espaces naturels sensibles (ENS) sont des aires protégées ouvertes au public.
En 2025, il y a trois ENS sur le territoire du Perche sarthois.
| Nom de l'espace  | Commune             | Référent                                   | Gestion                                               | Autres protections                                            | Référence |
| ---------------- | ------------------- | ------------------------------------------ | ----------------------------------------------------- | ------------------------------------------------------------- | --------- |
| Les Ajeux        | La Ferté-Bernard    | Commune de La Ferté-Bernard                | Maison familiale rurale Les Forges                    | ∅                                                             | [ 74 ]    |
| La Belle Inutile | Montfort-le-Gesnois | Communauté de communes Le Gesnois Bilurien | Conservatoire d'espaces naturels des Pays de la Loire | Site du conservatoire d'espaces naturels des Pays de la Loire | [ 75 ]    |
| Gohan            | Bouloire            | Commune de Bouloire                        | Ecopattes                                             | ∅                                                             | [ 76 ]    |

#### Natura 2000
Natura 2000 est un réseau européen de sites naturels à haute valeur patrimonial. Deux types de sites interviennent dans le réseau Natura 2000 : les zones de protection spéciale (ZPS) et les zones spéciales de conservation (ZCS).
En 2021, le pays du Perche sarthois dispose de trois sites Natura 2000 classés zones spéciales de conservation.
| Nom du site                                           | Communes | Type                          | Autres protections | Organisme responsable de la gestion du site                                                                   | Superficie (hectares) | Identifiant | Référence WDPA | Référence |
| ----------------------------------------------------- | --- | ----------------------------- | --- | --- | --------------------- | ----------- | -------------- | --------- |
| Vallée du Narais, forêt de Bercé et ruisseau du Dinan | - Ardenay-sur-Mérize ; - Saint-Mars-la-Brière ; - Surfonds ; - Challes (Pays du Mans) ; - Champagné (Pays du Mans) ; - Marigné-Laillé (Pays du Mans) ; - Parigné-l'Évêque (Pays du Mans) ; - Saint-Mars-d'Outillé (Pays du Mans) ; - Beaumont-Pied-de-Bœuf (PETR Pays vallée du Loir) ; - Flée (PETR Pays vallée du Loir) ; - Jupilles (PETR Pays vallée du Loir) ; - Lavernat (PETR Pays vallée du Loir) ; - Mayet (PETR Pays vallée du Loir) ; - Pruillé-l'Éguillé (PETR Pays vallée du Loir) ; - Saint-Pierre-du-Lorouër (PETR Pays vallée du Loir) ; - Thoiré-sur-Dinan (PETR Pays vallée du Loir) | Zone spéciale de conservation | - Site du conservatoire d'espaces naturels des Pays de la Loire (partiellement et seulement pour le Camp militaire d’Auvours) | Conseil départemental de la Sarthe                                                                            | 4 592                 | FR5200647   | 555526100      | [ 77 ]    |
| Massif forestier de Vibraye                           | - Semur-en-Vallon ; - Vibraye | Zone spéciale de conservation | ∅ | Groupement Forestier de Vibraye (propriétaire). Appui technique du Centre régional de la propriété forestière | 269                   | FR5200648   | 555526101      | [ 78 ]    |
| Carrières souterraines de Vouvray-sur-Huisne          | - Vouvray-sur-Huisne ; - Sceaux-sur-Huisne | Zone spéciale de conservation | - Arrêté de protection de biotope - Site du conservatoire d'espaces naturels des Pays de la Loire                             | Conservatoire d'espaces naturels des Pays de la Loire                                                         | 10                    | FR5200652   | 555526105      | [ 79 ]    |

#### Arrêtés de protection du biotope
Les arrêtés de protection du biotope (APB) sont des décisions exécutoires prises par les préfets visant à protéger un biotope qui abrite une ou plusieurs espèces animales et/ou végétales sauvages et protégées.
En 2021, deux APB portent sur deux aires naturelles du pays du Perche sarthois.
| Nom du site                                                                           | Communes | Autres protections                                                            | Superficie (hectares) | Date de l'APB  | Identifiant | Catégorie de gestion UICN | Référence WDPA | Référence |
| ------------------------------------------------------------------------------------- | --- | ----------------------------------------------------------------------------- | --------------------- | -------------- | ----------- | ------------------------- | -------------- | --------- |
| Carrières souterraines des Roches                                                     | - Vouvray-sur-Huisne ; - Sceaux-sur-Huisne | - Natura 2000 - Site du conservatoire d'espaces naturels des Pays de la Loire | 10,4                  | 7 mai 2013     | FR3800843   | IV                        | 555559685      | [ 80 ]    |
| Cours d'eau à truite fario et écrevisse à pieds blancs du bassin versant Sarthe amont | - Nogent-le-Bernard ; - Villeneuve-en-Perseigne (Pays d'Alençon) ; - Crissé (Pays du Mans) ; - Mont-Saint-Jean (Pays du Mans) ; - Neuvillalais (Pays du Mans) ; - Rouez (Pays du Mans) ; - Aillières-Beauvoir (hors pays ou PETR) ; - Ancinnes (hors pays ou PETR) ; - Montreuil-le-Chétif (hors pays ou PETR) ; - Neufchâtel-en-Saosnois (hors pays ou PETR) | ∅ pour la zone concernant le pays du Perche sarthois                          | 81                    | 2 janvier 2017 | FR3801001   | IV                        | 555597333      | [ 81 ]    |

#### Sites inscrits et classés
Les sites inscrits et classés sont des espaces naturels remarquables au caractère historique, artistique, scientifique, légendaire ou pittoresque.
En 2021, cinq sites sont classés et six sites sont inscrits au titre des sites sur le territoire du pays du Perche sarthois.
| Nom du site                           | Communes                   | Niveau de protection | Superficie (hectares) | Autres protections | Date de l'acte  | Identifiant régional | Référence |
| ------------------------------------- | -------------------------- | -------------------- | --------------------- | ------------------ | --------------- | -------------------- | --------- |
| Le Château de Pescheré et son parc    | - Le Breil-sur-Mérize      | Site classé          | 8                     | ∅                  | 6 avril 1943    | 72 SC 05 a           | [ 82 ]    |
| Le Château du Luart et son parc       | - Le Luart                 | Site classé          | 52                    | ∅                  | 28 octobre 1943 | 72 SC 10             | [ 83 ]    |
| Le Château de Chéronne et ses abords  | - Tuffé Val de la Chéronne | Site classé          | 65                    | ∅                  | 14 janvier 1944 | 72 SC 14             | [ 84 ]    |
| Le Château des Loges et ses abords    | - Coudrecieux              | Site classé          | 17                    | ∅                  | 2 juin 1946     | 72 SC 27             | [ 85 ]    |
| Le Château de Courtanvaux et son parc | - Bessé-sur-Braye          | Site classé          | 46                    | ∅                  | 25 juillet 1975 | 72 SC 38             | [ 86 ]    |

| Nom du site                                           | Communes                            | Niveau de protection | Superficie (hectares) | Autres protections | Date de l'acte   | Identifiant régional | Référence |
| ----------------------------------------------------- | ----------------------------------- | -------------------- | --------------------- | ------------------ | ---------------- | -------------------- | --------- |
| Le Château de Semur-en-Vallon et ses abords           | - Semur-en-Vallon                   | Site inscrit         | 61                    | ∅                  | 31 décembre 1942 | 72 SI 03             | [ 87 ]    |
| Le Château de Pescheré et ses abords                  | - Le Breil-sur-Mérize               | Site inscrit         | 0,5                   | ∅                  | 6 avril 1943     | 72 SI 05 b           | [ 88 ]    |
| Le plan d'eau et les rives de l'Anille à Saint-Calais | - Saint-Calais                      | Site inscrit         | 3,4                   | ∅                  | 1er octobre 1943 | 72 SI 08             | [ 89 ]    |
| Le Château de Mondragon et ses abords                 | - La Bosse - Saint-Georges-du-Rosay | Site inscrit         | 26                    | ∅                  | 3 novembre 1943  | 72 SI 12             | [ 90 ]    |
| La Ferme de la Cour et ses abords                     | - Coudrecieux                       | Site inscrit         | 0,9                   | ∅                  | 5 juillet 1946   | 72 SI 28             | [ 91 ]    |
| Le centre ancien de La Ferté-Bernard                  | - La Ferté-Bernard                  | Site inscrit         | 9,1                   | ∅                  | 25 juin 1975     | 72 SI 37             | [ 92 ]    |

## Composition
Le pays du Perche sarthois est composé de 4 communautés de communes qui représentent 83 communes.
| Intercommunalité                          | Nombre de communes dans le pays              |
| ----------------------------------------- | -------------------------------------------- |
| CC de l'Huisne Sarthoise                  | 33                                           |
| CC des Vallées de la Braye et de l'Anille | 19                                           |
| CC Le Gesnois Bilurien                    | 21                                           |
| CC Maine Saosnois                         | 10 (sur les 51 de la communauté de communes) |

Parmi ces quatre communautés de communes, seule la communauté de communes Maine Saosnois n'adhère pas dans son intégralité au pays du Perche sarthois. Seules 10 communes issues de l'ancienne communauté de communes Maine 301 y sont représentées.
| Nom                        | Code Insee | Intercommunalité                          | Superficie (km2) | Population (dernière pop. légale) | Densité (hab./km2) |
| -------------------------- | ---------- | ----------------------------------------- | ---------------- | --------------------------------- | ------------------ |
| La Ferté-Bernard (siège)   | 72132      | CC du Pays de l'Huisne Sarthoise          | 14,96            | 8 769 (2022)                      | 586                |
| Avezé                      | 72020      | CC du Pays de l'Huisne Sarthoise          | 20,81            | 692 (2022)                        | 33                 |
| Beillé                     | 72031      | CC du Pays de l'Huisne Sarthoise          | 8,48             | 543 (2022)                        | 64                 |
| Boëssé-le-Sec              | 72038      | CC du Pays de l'Huisne Sarthoise          | 11,76            | 534 (2022)                        | 45                 |
| La Bosse                   | 72040      | CC du Pays de l'Huisne Sarthoise          | 10,75            | 153 (2022)                        | 14                 |
| Bouër                      | 72041      | CC du Pays de l'Huisne Sarthoise          | 12               | 352 (2022)                        | 29                 |
| Champrond                  | 72057      | CC du Pays de l'Huisne Sarthoise          | 5,98             | 68 (2022)                         | 11                 |
| La Chapelle-du-Bois        | 72062      | CC du Pays de l'Huisne Sarthoise          | 16,53            | 779 (2022)                        | 47                 |
| La Chapelle-Saint-Rémy     | 72067      | CC du Pays de l'Huisne Sarthoise          | 19,2             | 998 (2022)                        | 52                 |
| Cherré-Au                  | 72080      | CC du Pays de l'Huisne Sarthoise          | 30,37            | 2 746 (2022)                      | 90                 |
| Cormes                     | 72093      | CC du Pays de l'Huisne Sarthoise          | 19               | 886 (2022)                        | 47                 |
| Courgenard                 | 72105      | CC du Pays de l'Huisne Sarthoise          | 11,32            | 460 (2022)                        | 41                 |
| Dehault                    | 72114      | CC du Pays de l'Huisne Sarthoise          | 8,94             | 250 (2022)                        | 28                 |
| Duneau                     | 72122      | CC du Pays de l'Huisne Sarthoise          | 12,82            | 1 076 (2022)                      | 84                 |
| Gréez-sur-Roc              | 72144      | CC du Pays de l'Huisne Sarthoise          | 25,38            | 339 (2022)                        | 13                 |
| Lamnay                     | 72156      | CC du Pays de l'Huisne Sarthoise          | 22,09            | 920 (2022)                        | 42                 |
| Le Luart                   | 72172      | CC du Pays de l'Huisne Sarthoise          | 12,23            | 1 454 (2022)                      | 119                |
| Melleray                   | 72193      | CC du Pays de l'Huisne Sarthoise          | 25,9             | 446 (2022)                        | 17                 |
| Montmirail                 | 72208      | CC du Pays de l'Huisne Sarthoise          | 12,53            | 369 (2022)                        | 29                 |
| Préval                     | 72245      | CC du Pays de l'Huisne Sarthoise          | 7,62             | 669 (2022)                        | 88                 |
| Prévelles                  | 72246      | CC du Pays de l'Huisne Sarthoise          | 4,81             | 193 (2022)                        | 40                 |
| Saint-Aubin-des-Coudrais   | 72267      | CC du Pays de l'Huisne Sarthoise          | 17,42            | 916 (2022)                        | 53                 |
| Saint-Denis-des-Coudrais   | 72277      | CC du Pays de l'Huisne Sarthoise          | 7                | 113 (2022)                        | 16                 |
| Saint-Jean-des-Échelles    | 72292      | CC du Pays de l'Huisne Sarthoise          | 10,64            | 225 (2022)                        | 21                 |
| Saint-Martin-des-Monts     | 72302      | CC du Pays de l'Huisne Sarthoise          | 5,72             | 172 (2022)                        | 30                 |
| Saint-Maixent              | 72296      | CC du Pays de l'Huisne Sarthoise          | 22,48            | 741 (2022)                        | 33                 |
| Saint-Ulphace              | 72322      | CC du Pays de l'Huisne Sarthoise          | 15,98            | 223 (2022)                        | 14                 |
| Sceaux-sur-Huisne          | 72331      | CC du Pays de l'Huisne Sarthoise          | 11,76            | 584 (2022)                        | 50                 |
| Souvigné-sur-Même          | 72342      | CC du Pays de l'Huisne Sarthoise          | 6,28             | 160 (2022)                        | 25                 |
| Théligny                   | 72353      | CC du Pays de l'Huisne Sarthoise          | 14,31            | 215 (2022)                        | 15                 |
| Tuffé Val de la Chéronne   | 72363      | CC du Pays de l'Huisne Sarthoise          | 29,16            | 1 669 (2022)                      | 57                 |
| Villaines-la-Gonais        | 72375      | CC du Pays de l'Huisne Sarthoise          | 10,34            | 517 (2022)                        | 50                 |
| Vouvray-sur-Huisne         | 72383      | CC du Pays de l'Huisne Sarthoise          | 3,34             | 131 (2022)                        | 39                 |
| Saint-Calais               | 72269      | CC des Vallées de la Braye et de l'Anille | 22,76            | 2 969 (2022)                      | 130                |
| Berfay                     | 72032      | CC des Vallées de la Braye et de l'Anille | 18,28            | 334 (2022)                        | 18                 |
| Bessé-sur-Braye            | 72035      | CC des Vallées de la Braye et de l'Anille | 20,6             | 2 025 (2022)                      | 98                 |
| Cogners                    | 72085      | CC des Vallées de la Braye et de l'Anille | 13,6             | 177 (2022)                        | 13                 |
| Conflans-sur-Anille        | 72087      | CC des Vallées de la Braye et de l'Anille | 30,8             | 460 (2022)                        | 15                 |
| Dollon                     | 72118      | CC des Vallées de la Braye et de l'Anille | 25,33            | 1 433 (2022)                      | 57                 |
| Écorpain                   | 72125      | CC des Vallées de la Braye et de l'Anille | 21,26            | 304 (2022)                        | 14                 |
| La Chapelle-Huon           | 72064      | CC des Vallées de la Braye et de l'Anille | 18,65            | 517 (2022)                        | 28                 |
| Lavaré                     | 72158      | CC des Vallées de la Braye et de l'Anille | 22,88            | 817 (2022)                        | 36                 |
| Marolles-lès-Saint-Calais  | 72190      | CC des Vallées de la Braye et de l'Anille | 12,15            | 287 (2022)                        | 24                 |
| Montaillé                  | 72204      | CC des Vallées de la Braye et de l'Anille | 30,18            | 517 (2022)                        | 17                 |
| Rahay                      | 72250      | CC des Vallées de la Braye et de l'Anille | 18,94            | 160 (2022)                        | 8,4                |
| Saint-Gervais-de-Vic       | 72286      | CC des Vallées de la Braye et de l'Anille | 16,03            | 392 (2022)                        | 24                 |
| Sainte-Cérotte             | 72272      | CC des Vallées de la Braye et de l'Anille | 14,36            | 326 (2022)                        | 23                 |
| Semur-en-Vallon            | 72333      | CC des Vallées de la Braye et de l'Anille | 15,13            | 432 (2022)                        | 29                 |
| Val-d'Étangson             | 72128      | CC des Vallées de la Braye et de l'Anille | 31,31            | 526 (2022)                        | 17                 |
| Valennes                   | 72366      | CC des Vallées de la Braye et de l'Anille | 26,7             | 304 (2022)                        | 11                 |
| Vancé                      | 72368      | CC des Vallées de la Braye et de l'Anille | 12,47            | 287 (2022)                        | 23                 |
| Vibraye                    | 72373      | CC des Vallées de la Braye et de l'Anille | 43,62            | 2 508 (2022)                      | 57                 |
| Montfort-le-Gesnois        | 72241      | CC Le Gesnois Bilurien                    | 18,74            | 2 928 (2022)                      | 156                |
| Ardenay-sur-Mérize         | 72007      | CC Le Gesnois Bilurien                    | 11,67            | 499 (2022)                        | 43                 |
| Bouloire                   | 72042      | CC Le Gesnois Bilurien                    | 26,77            | 2 121 (2022)                      | 79                 |
| Connerré                   | 72090      | CC Le Gesnois Bilurien                    | 16,6             | 2 838 (2022)                      | 171                |
| Coudrecieux                | 72094      | CC Le Gesnois Bilurien                    | 24,27            | 638 (2022)                        | 26                 |
| Le Breil-sur-Mérize        | 72046      | CC Le Gesnois Bilurien                    | 18,35            | 1 562 (2022)                      | 85                 |
| Lombron                    | 72165      | CC Le Gesnois Bilurien                    | 24,11            | 1 937 (2022)                      | 80                 |
| Maisoncelles               | 72178      | CC Le Gesnois Bilurien                    | 11,1             | 197 (2022)                        | 18                 |
| Nuillé-le-Jalais           | 72224      | CC Le Gesnois Bilurien                    | 5,82             | 529 (2022)                        | 91                 |
| Saint-Célerin              | 72271      | CC Le Gesnois Bilurien                    | 13,47            | 881 (2022)                        | 65                 |
| Saint-Corneille            | 72275      | CC Le Gesnois Bilurien                    | 11,16            | 1 517 (2022)                      | 136                |
| Saint-Mars-la-Brière       | 72300      | CC Le Gesnois Bilurien                    | 34,69            | 2 712 (2022)                      | 78                 |
| Saint-Michel-de-Chavaignes | 72303      | CC Le Gesnois Bilurien                    | 18,37            | 740 (2022)                        | 40                 |
| Savigné-l'Évêque           | 72329      | CC Le Gesnois Bilurien                    | 28,48            | 4 042 (2022)                      | 142                |
| Sillé-le-Philippe          | 72335      | CC Le Gesnois Bilurien                    | 10,6             | 1 080 (2022)                      | 102                |
| Soulitré                   | 72341      | CC Le Gesnois Bilurien                    | 10,99            | 604 (2022)                        | 55                 |
| Surfonds                   | 72345      | CC Le Gesnois Bilurien                    | 4,85             | 339 (2022)                        | 70                 |
| Thorigné-sur-Dué           | 72358      | CC Le Gesnois Bilurien                    | 18,99            | 1 653 (2022)                      | 87                 |
| Torcé-en-Vallée            | 72359      | CC Le Gesnois Bilurien                    | 16,86            | 1 412 (2022)                      | 84                 |
| Tresson                    | 72361      | CC Le Gesnois Bilurien                    | 29,22            | 510 (2022)                        | 17                 |
| Val-de-la-Hune             | 72382      | CC Le Gesnois Bilurien                    | 41,62            | 1 526 (2022)                      | 37                 |
| Beaufay                    | 72026      | CC Maine Saosnois                         | 23,87            | 1 523 (2022)                      | 64                 |
| Bonnétable                 | 72039      | CC Maine Saosnois                         | 40,08            | 3 721 (2022)                      | 93                 |
| Briosne-lès-Sables         | 72048      | CC Maine Saosnois                         | 9,85             | 537 (2022)                        | 55                 |
| Courcemont                 | 72101      | CC Maine Saosnois                         | 19,26            | 670 (2022)                        | 35                 |
| Courcival                  | 72102      | CC Maine Saosnois                         | 8,94             | 83 (2022)                         | 9,3                |
| Jauzé                      | 72148      | CC Maine Saosnois                         | 5,68             | 80 (2022)                         | 14                 |
| Nogent-le-Bernard          | 72220      | CC Maine Saosnois                         | 30,26            | 876 (2022)                        | 29                 |
| Rouperroux-le-Coquet       | 72259      | CC Maine Saosnois                         | 12,07            | 270 (2022)                        | 22                 |
| Saint-Georges-du-Rosay     | 72281      | CC Maine Saosnois                         | 17,31            | 450 (2022)                        | 26                 |
| Terrehault                 | 72352      | CC Maine Saosnois                         | 5,73             | 143 (2022)                        | 25                 |

## Administration

### Siège
Le siège du pays est situé à La Ferté-Bernard.

### Forme et membres
Le pays est un syndicat mixte ouvert,. Ses membres sont délégués des assemblées délibérantes des collectivités territoriales suivantes :
- communauté de communes du pays de l'Huisne sarthoise ;
- communauté de communes Le Gesnois Bilurien ;
- communauté de communes des vallées de la Braye et de l'Anille ;
- communauté de communes Maine Saosnois ;
- département de la Sarthe[94].

### Présidence
Le comité syndical du 5 juin 2024 a élu son président, Anthony Trifaut, conseiller communautaire de la communauté de communes Le Genois Bilurien,.
| Identité | Identité         | Etiquette | Début | Fin      | Fonction |
| -------- | ---------------- | --------- | ----- | -------- | --- |
|          | Roland du Luart, | LR        | 2005  | 2016     | Président de la communauté de communes du Pays de l'Huisne Sarthoise jusqu'en 2006 puis conseiller communautaire |
|          | Philippe Galland | DVD       | 2016  | 2020     | Conseiller communautaire de la communauté de communes du Pays de l'Huisne Sarthoise                              |
|          | Pierre Cruchet   | SE        | 2020  | 2024     | Conseiller communautaire de la communauté de communes du Pays de l'Huisne Sarthoise                              |
|          | Anthony Trifaut  | DVD       | 2024  | en cours | Conseiller communautaire de la communauté de communes Le Genois Bilurien                                         |

### Compétences
Le pays est compétent en matière de  :
- mise en œuvre et développement du label Pays d'art et d'histoire ;
- mise en œuvre et renouvellement de la Charte de territoire ;
- conclusion de conventions ou de contrats avec l’Union européenne, l’Etat, le Conseil Régional, le Conseil Départemental ou avec tout autre partenaire permettant la mise en œuvre des programmes d’aménagement et de développement durable (exemple du programme LEADER[102])
- élaboration, approbation, mise en œuvre, suivi, évaluation et révision du schéma de cohérence territoriale et du plan climat-air-énergie territorial sur les territoires des communautés de communes des Vallées de la Braye et de l'Anille et du Pays de l'Huisne sarthoise[103],[104],[105].